# Caracas
Caracas (oficialment Santiago de León de Caracas) és la capital federal de Veneçuela, així com el centre administratiu, financer, comercial i cultural de la nació, a més de servir de seu del govern de Veneçuela. És al municipi Libertador de Caracas, del Districte Capital, i els municipis Chacao, Baruta, El Hatillo i Sucre formen part de l'Estat de Miranda i constitueixen el Districte Metropolità de Caracas, amb qui comparteix una població total oficial estimada en més de tres milions d'habitants l'any 2005, encara que fonts extraoficials indiquen que la població supera els cinc milions d'habitants a la seva Àrea Metropolitana.
És a la zona centre-nord del país, a uns 15 km del mar Carib, separada d'aquest pel Parc Nacional La Ávila, però connectada per l'autopista Caracas-La Guaira per tres viaductes elevats que, al costat de dos túnels, permeten la connexió de la capital amb la costa caribenya i els principals aeroports i ports marítims del país en 20 minuts. Bona part de la ciutat és travessada pel riu Guaire en sentit sud-oest - nord-est.
A més a més, Caracas, amb sis punts, és una ciutat global del tipus gamma, després d'Amsterdam i Boston.

## Història

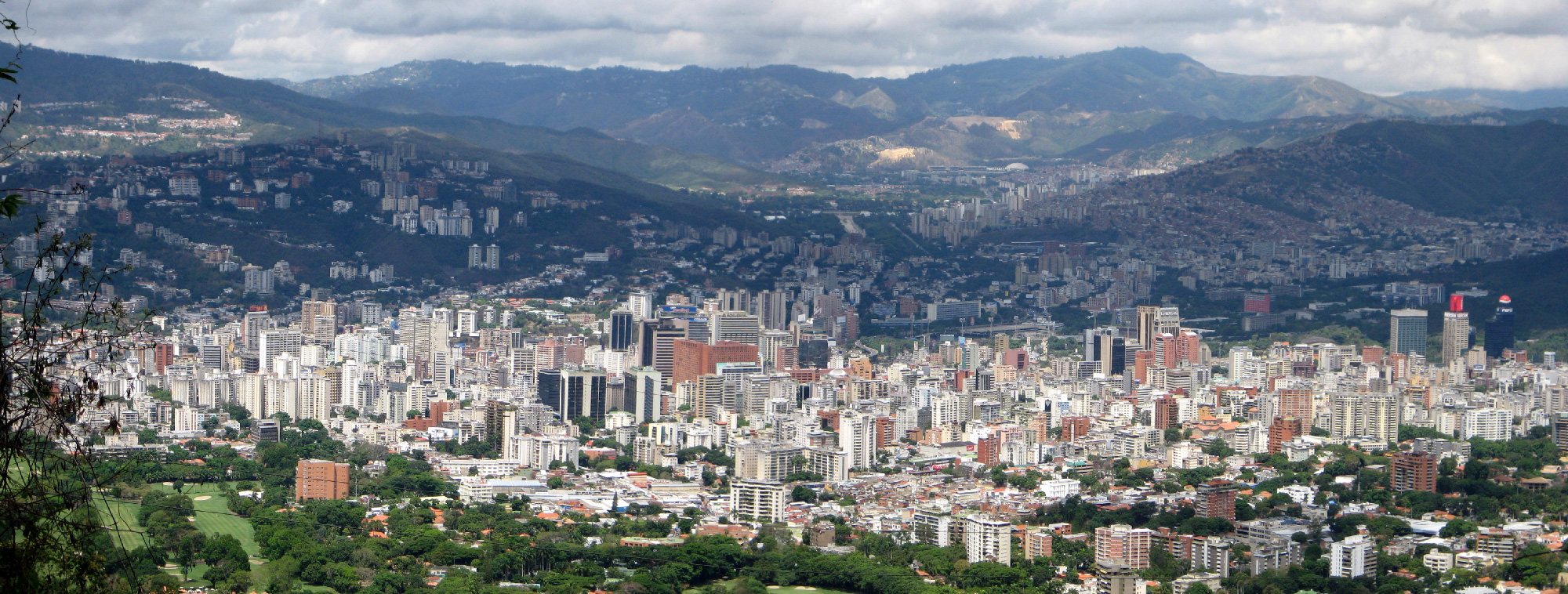
Vista panoràmica parcial de la vall de Caracas des del mont i Parc Nacional La Ávila

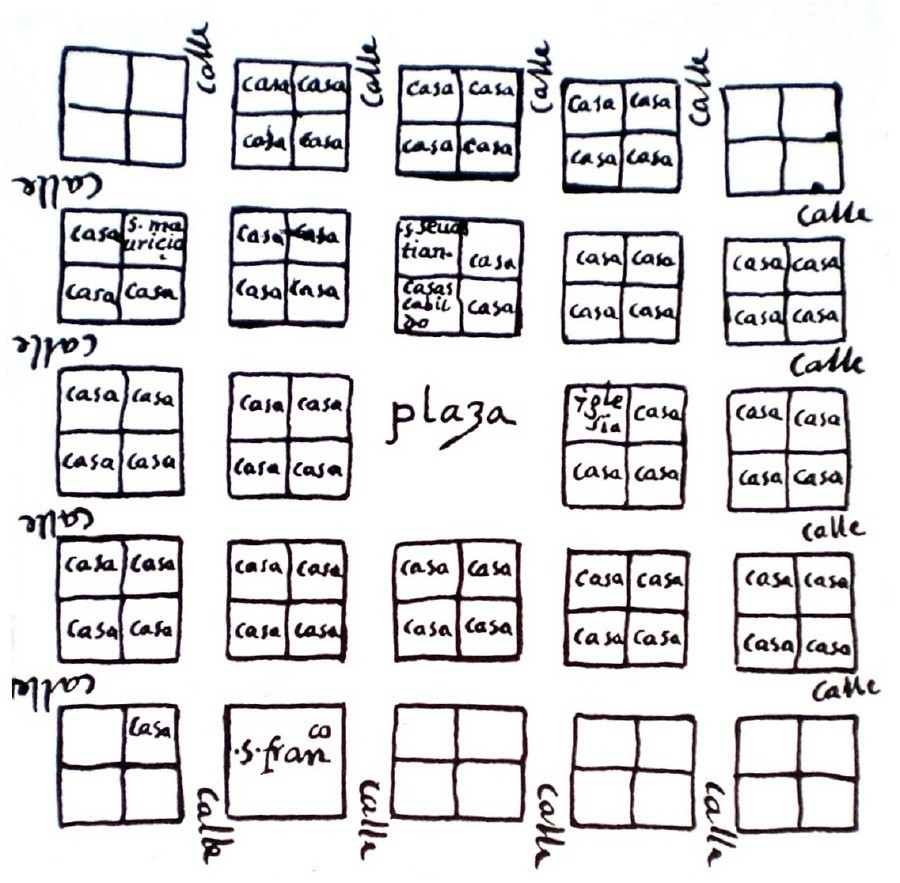
Primer plànol de Caracas, pel Governador Juan de Carvajal, el 1578

Els antecedents de la fundació de Caracas s'originen en l'hato ramader de San Francisco, que en 1560 va establir el mestís Francisco Fajardo (Palguarime, c. 1530 - Cumaná, 1564), fill de Francisco de Fajardo, Tinent de Governador de Margarita, i de la cacica guaiquerí Isabel, neta del cacic Charayma de la costa de Maya a la província de Caracas. Aquesta fundació es va fer a partir d'altra població prèvia fundada en la costa de Caracas pel mateix Fajardo, i com a conseqüència dels seus intents de poblar la vall dels Toromaimas o de San Francisco, per donar suport i defensar l'explotació de mines d'or descobertes l'any previ a l'àrea propera dels Teques, on habitava l'indòmit cacic Guaicaipuro d'aquests indis Teques. Fajardo va partir dues vegades, el 1555 i el 1558, des de Margarita, la seva illa natal, per fundar ciutats a Terra Ferma usant la seva familiaritat i amistat amb els indis que poblaven les costes nord-orientals i nord-centrals de Veneçuela i aprofitant l'avantatge de dominar la llengua dels indis Caracas, els seus parents de la costa.
Quan Juan Rodríguez Suárez arribava a l'hato de San Francisco, la comarca estava en guerra contra els invasors espanyols, i diàriament era atacada amb les consegüents pèrdues de persones i animals. Amb l'objecte d'enfortir aquella instal·lació i utilitzar-la com a base estratègica per a la futura conquesta del territori, Rodríguez Suárez la convertí en Vila de San Francisco, nomenà alcalde i regidors, i repartí terres entre els soldats.
Aquesta fundació de San Francisco no va sobreviure l'atac dels indis de les ètnies Teques, Mariches, Toromaimas i altres de la província, confederats pel llegendari cacic Guaicaipuro, que poblaven les valls centrals muntanyencs i costaners, i la cremaren a mitjan octubre del 1561.
Diego de Losada, conquistador espanyol nascut a Rionegro del Pont, província de Zamora, al voltant de l'any 1511, seguint una Real Cèdula emesa el 1563 (arran del despoblament de San Francisco) que ordenava la seva reedificació, poblà el lloc el 1567 i refongué formalment la ciutat al març del 1568, amb el nom de Santiago de Lleó de Caracas, sobre la qual cosa hi ha actualment controvèrsia acadèmica, prenent el topònim de Caracas pel nom dut pels indígenes que habitaven la regió a l'arribada dels conquistadors.

## Toponímia

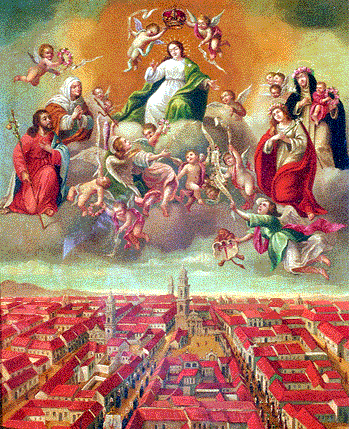
La nostra Senyora de Caracas, imatge tutelar de la ciutat

Caracas és el nom de la tribu que habitava una de les valls costaneres contigus a l'actual ciutat pel nord, el Vall dels Caracas, topònim encara vigent, que per ser indis coneguts i tractats pels espanyols assentats a l'illa perlífera de Cubagüa en les seves expedicions esclavistes a aquesta costa d'indis indòmits i bel·licosos entre el 1528 i 1540, es va fer paraula usual entre aquests espanyols de l'orient del país com topònim de referència per a tota la zona, i amb això es va generalitzar el nom a les terres de l'àrea de Caracas.

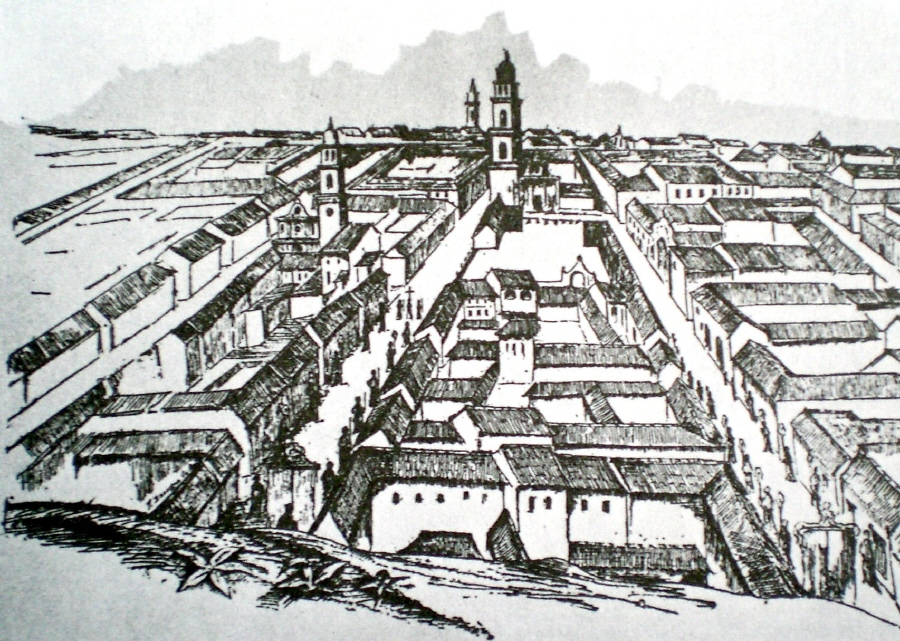
Vista de Caracas el 1812

Els primers pobladors no van imaginar mai el creixement que experimentaria Caracas així com el seu gran potencial i les oportunitats de riquesa. Malgrat d'això, 10 anys després de la seva fundació, es convertí al capdavant de la província, ja que, a causa del clima i de la seva efectiva defensa muntanyenca contra corsaris i pirates, el governador Juan de Pimentel la va fer la seva residència, quan arribà a Veneçuela desembarcant en Caraballeda, ciutat veïna en la costa, el 1576. Aquesta residència a Santiago de León va implicar en la pràctica el tercer canvi de la capital administrativa de la província de Veneçuela, de Cor a la costa occidental del país (ciutat fundada el 1527) a El Tocuyo el 1545 i després a Caracas el 1578. Des de llavors aquesta ciutat va mantenir la capitalitat de la Província de Veneçuela o de Caracas i a la fi del segle xviii, amb els canvis administratius realitzats per l'imperi Espanyol, ho seria de la Capitania General de Veneçuela, conformada per les províncies de Nova Andalusia (Cumaná), Mèrida-Maracaibo, Trinitat, Margarita, Barinas, Guayana i la mateixa província de Caracas o de Veneçuela. Ja el 1577, el mateix Juan de Pimentel havia dibuixat el primer pla urbà de la ciutat, dissenyat d'acord amb les Ordenances de Felip II, que establien minuciosament les dimensions dels carrers, places, quadres o illes de cases i la disposició ortogonal (és a dir, en quadrícula) de tota la ciutat, indicant la forma com hauria d'eixamplar-se amb el temps. El 1568 la ciutat nasqué amb un total d'uns 40 veïns.
El 1576 arribaren els primers franciscans per fundar el convent de San Francisco i, cap al 1600, l'església de San Francisco, annexa al convent, de calicant i pedra sòlida, ja dominava el paisatge de la ciutat, empetitint l'antiga Església Major, actualment Catedral de Caracas. El Plànol de Pimentel del 1578, únic que es conserva de la traça de la ciutat fins al 1760, mostra una petita ciutat castellana ordenada per quadres en quadrícula amb 4 carrers i 25 quadres al voltant d'una Plaça Major, com era norma en les ciutats hispanes d'Índies.
S'acordà traslladar la Contaduría Real de Barquisimeto a Caracas el 1586, fent llavors a Caracas seu també de la Real Hisenda de la província. El bisbe Agreda es traslladà a Caracas cap al 1576 i allí visqué fins a la seva mort el 1583. El 1595 la ciutat fou presa per única vegada en la seva història pel corsari anglès Amías Preston qui, després de gaudir el seu deliciós aire fresc, la crema.
El 1597 es funda el Convent de San Jacinto, en el cantó actual d'aquest nom.

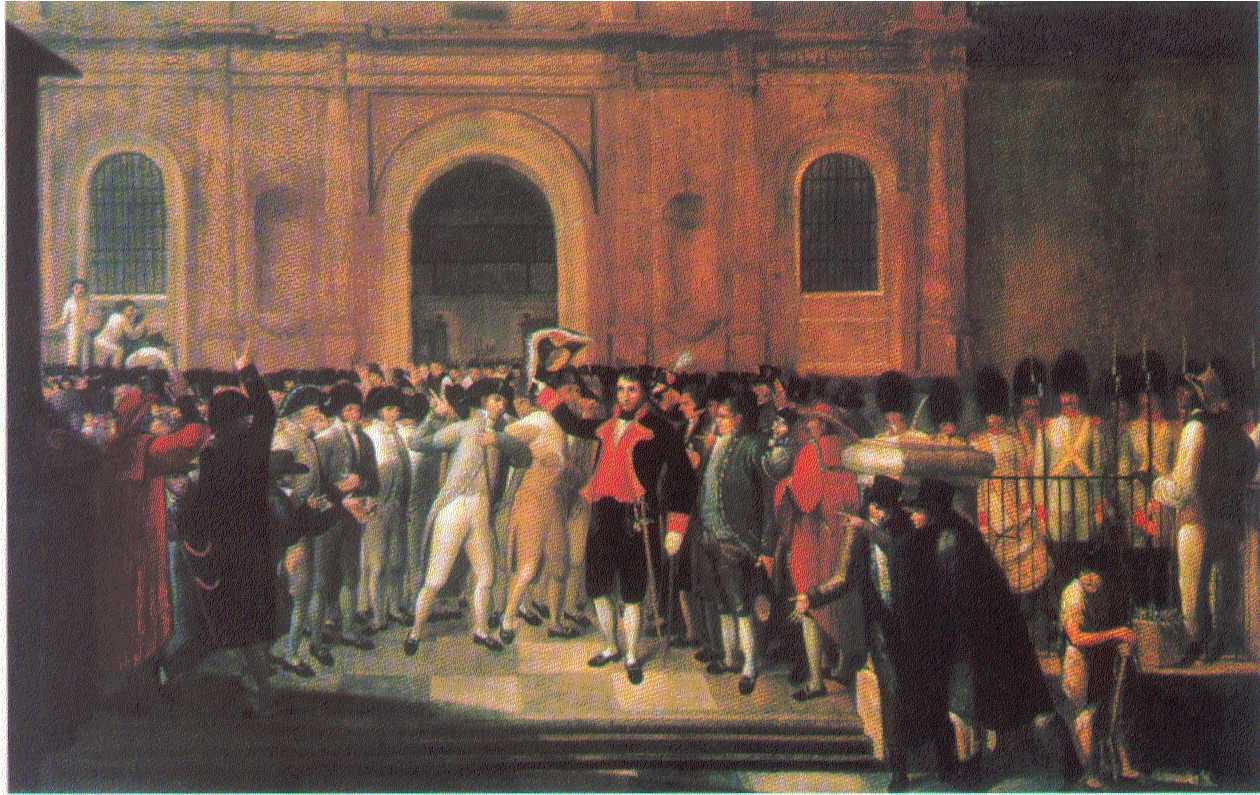
Esdeveniments del 19 d'abril del 1810

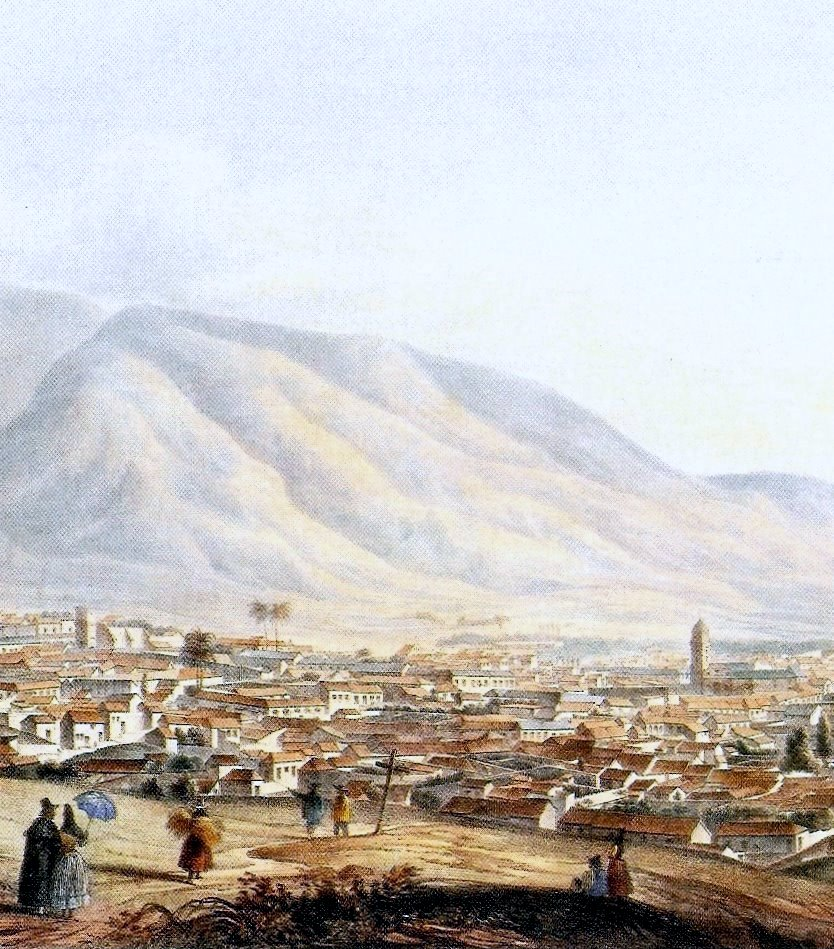
Vista de Caracas desde El Calvario (1839), de Joseph Thomas. Galeria d'Art Nacional.

En 1636 es fundà el Convent de Monges, en l'actual cantó de Monges, seu de l'Assemblea Nacional.
Per aquesta època 5 grans síquies d'aigua baixaven del ric Catuche a la Caixa d'Aigua, o dipòsit d'aigua, recorrent les quadres de nord a sud, per a satisfer les necessitats hídriques dels solars i veïns. El 1641 ocorre el destructiu Terratrèmol de San Bernabé, que va acabar amb tot el construït fins llavors a la ciutat. La reconstrucció serà lenta i treballosa.
La ciutat s'enriquí i millorà amb el comerç de cacau que els Mantuans feien amb Mèxic. Un antic privilegi real, obtingut el 1560, abans de la fundació de la ciutat, permeté amb el temps als alcaldes de Caracas governar "en nom del rei" quan el governador titular morí, i exercir-lo fins a l'arribada del nou governador, el que va fer en la pràctica -a aquests alcaldes- Governadors temporals de la província. Privilegi que van exercir moltes vegades, en contra d'altres governadors provisionals que enviava la Real Audiència de Santo Domingo per a suplir mentrestant l'absència del nou titular que havia de venir d'Espanya. En 1655 els mercedaris fundaren definitivament el convent, després de diversos intents previs, i erigiren l'Església de La Mercè, al nord de la ciutat.
En 1678 una muralla defensiva de recinte es començà a fabricar, circumdant la ciutat, pel temor als corsaris francesos que més d'una vegada intentaren prendre-la, encara que no van passar mai del port de La Guaira.
A les restes d'aquest projecte de muralla i defenses militars que mai es va acabar es deuen noms de cantons de Caracas que encara perduren, com les de Luneta i el cantó del Reducte.
A inicis del segle xviii un nou barri d'illencs canaris, La Candelaria, a l'est de la ciutat, albergà gran part dels immigrants canaris que com "blancs de riba" feien les labors que menyspreaven els Mantuanos, o blancs originaris, fills dels descendents dels conquistadors.

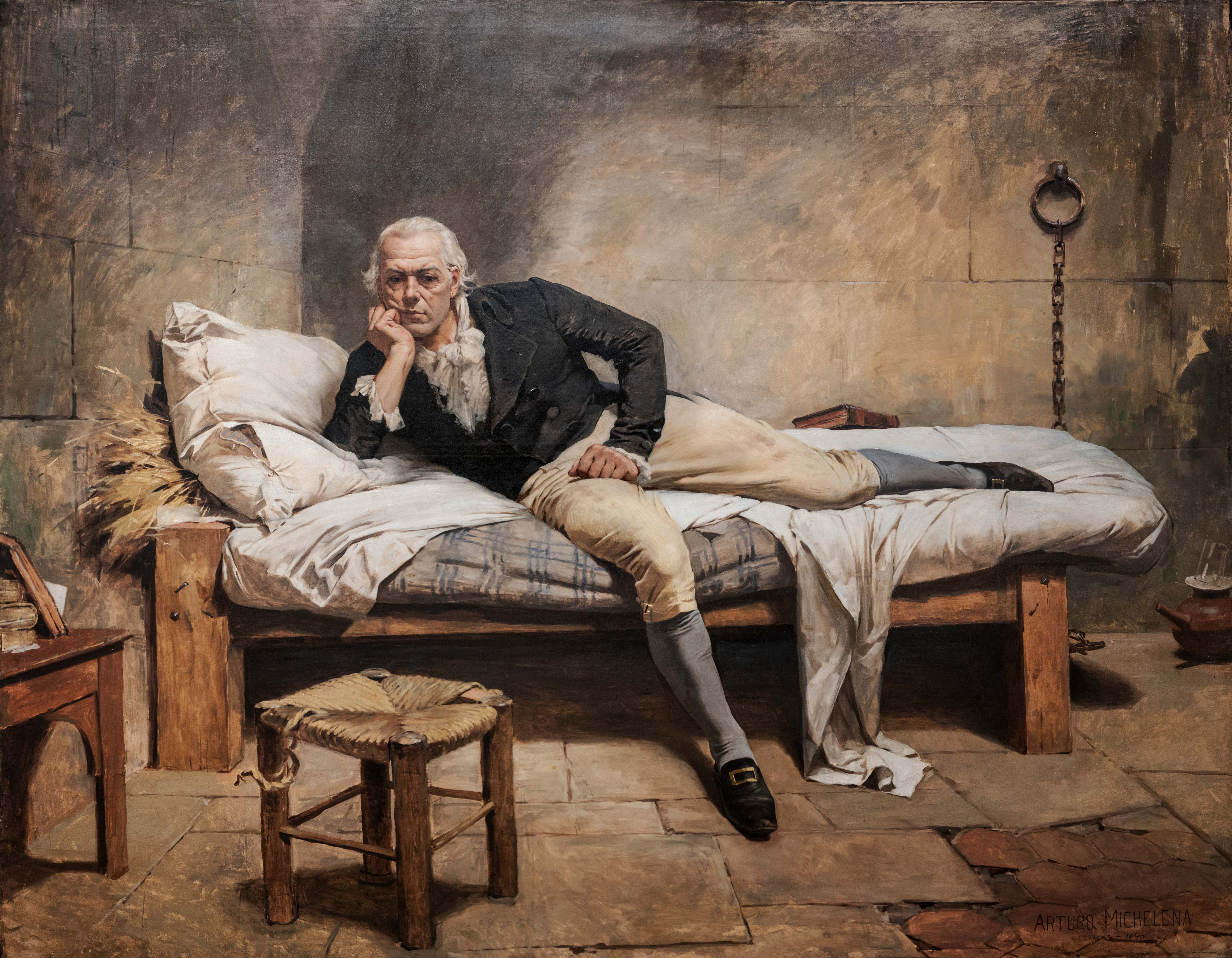
Francisco de Miranda, El primer veneçolà universal

En 1723 un patrici mantuano, José d'Oviedo i Baños, publicà la cèlebre Història de la Conquesta i Població de la Província de Veneçuela, primera obra de bibliografia criolla, en la qual es narra èpicament els orígens i fundació de la seva estimada ciutat, Caracas. La pesta de veroles del 1760-65 acabà amb gran part dels habitants de les barriades pobres de la ciutat.
A inicis del segle xix la ciutat tenia 30.000 habitants aproximadament.
Realment les dues grans explosions demogràfiques i urbanístiques es van produir al segle xviii i el 1950, aquesta última la més impressionant i causant de l'actual estètica urbanística de la ciutat.
Caracas és bressol de Simón Bolívar, el Libertador de Veneçuela, qui naixé en una casa entre els cantons de San Jacinto i Traposos el 24 de juliol del 1783. En l'actualitat, la seva casa natal és conservada com museu. Altres fills cèlebres de Caracas són Francisco de Miranda, hispanoamericà universal precursor de la independència d'Amèrica, Andrés Bell i Simón Rodríguez, ambdós últims mestres del Libertador.
Una relíquia dels temps colonials és la forma com es referencien popularment les adreces urbanes en el nucli antic, que es fa no per noms de carrers o nombres, sinó pel nom popular de els cantons, així el Banc Central està "al cantó de Carmelites" i el Conservatori José Angel Llepis "d' Ibarras a Santa Capella".
La ciutat ha sofert de diversos terratrèmols al llarg de la seva història. A més de l'esmentat dalt de San Bernabé el juny del 1641, i el de 1786, el 12 de març del 1812 la ciutat va ser destruïda gairebé completament i van morir més de 10.000 persones i al del 1967 van morir 277 persones i nombrosos edificis van sofrir danys.
Arran del terratrèmol del 1812, en plena Guerra d'Independència de Veneçuela, les autoritats religioses, pro realistes en la seva immensa majoria, aprofitaven el fenomen per a suggestionar al poble, argumentant que el terratrèmol era un càstig diví contra els patriotes que intentaven emancipar a Veneçuela, al que Bolívar, comprenent el perill de tan nociva propaganda a favor del rei espanyol, indignat va respondre amb la cèlebre exclamació: "Si la Naturalesa s'oposa, lluitarem contra ella, i farem que ens obeeixi!".
Després del desastre del terratrèmol del 1812 i els estralls de la Guerra d'Emancipació i Federal, cap a l'últim terç del segle xix, Antonio Guzmán Blanco, un president il·lustrat i influït per l'afrancessament general de l'època, impulsà una sèrie de canvis urbans i construccions noves, derrocant els vells i bells convents d'estil hispà i construint en el seu lloc edificis com el Capitoli Nacional o Palau Federal Legislatiu (seu de l'actual Assemblea Nacional), la Universitat de Caracas i altres construccions cíviques, donant-li a la ciutat l'aire d'eclecticisme neoclàssic actual en els seus més antigues edificacions supervivents.

### Origen etimològic
Són diverses les teories de la font que va dur al nom de Santiago de Lleó de Caracas.
La més generalitzada és la que la ciutat duu el nom Santiago en honor de Santiago el Major, apòstol i sant patró d'Espanya, al que s'encomanaven les missions colonitzadores; León, en honor del cognom del governador de la Província per a l'època, Ponce de Lleó; i Caracas pels indígenes que poblaven la província al moment de la fundació. Com s'aprecia, si es prengués el cognom León com cas per a explicar el nom de la ciutat, pogués al·legar-se que hagués de ser Ponce i no León el cognom triat, argument que al·leguen alguns autors per a desqualificar aquesta hipòtesi, car existeix com a exemple la ciutat de Ponce nomenada i fundada per un Ponce de Lleó a Puerto Rico.
Una altra tesi —que ha pres més rellevància— segueix la teoria que Santiago de León prové dels orígens abans esmentats, però que el nom de Caracas va ser pres d'una flor que els indis anomenaven caraca, que abundava en la vall on avui està la ciutat. Aquesta flor, en veritat una herba, també anomenada "pira" localment, és la planta coneguda com a amarant, que té un alt valor nutricional pel seu alt contingut en proteïnes. En realitat, el nom Caracas la presa el capità poblador del nom de la província, i aquest prové al seu torn del nom d'una ètnia de la seva costa. La Relació de Pimentel del 1578 oferix una explicació al nom de Caracas com el gentilici donat a aquesta tribu, i informa que al·ludeix efectivament a aquesta planta i que l'ètnia és tan abundant com la pira o amaranto amb qui altres ètnies aborígens la comparen, donant-los per això el nom de Caracas.
Una tercera hipòtesi, nova, al·lega que el nom de Santiago ho va decidir Losada, el fundador de la ciutat, després de la victòria castellana en la batalla de Maracapana en record al dia que els indis Caracas de la costa van donar la pau, o es van rendir al juliol del 1567 davant el representant del Rei, Diego de Losada, ja que pel que sembla aquest acte protocol·lari de rendició d'aquests Caracas es va fer a dretcient el 25 de juliol del 1567, dia de Santiago.
El nom de "Lleó" s'hauria addicionalment al dia que es va fundar la ciutat, dia de San León, segons aquesta nova tesi, que litúrgicament se celebra l'1 de març.

### Símbols

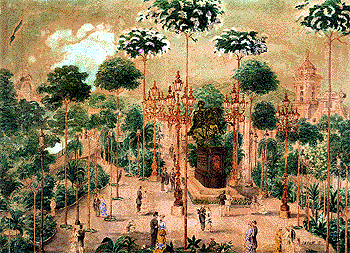
"Plaza Bolívar", dels 1870s, anònim.

L'escut d'armes presenta al lleó com a figura emblemàtica de Caracas, a partir de la Real Cèdula de Felip II, que la concedeix a petició de Simón Bolívar, Procurador General (i avantpassat del futur libertador), en els termes següents: "En camp de plata d'un lleó color marró, posat en peus, tenint entre els braços una venera d'or amb la Creu Vermella de Santiago, i per timbre una corona de cinc puntes d'or".
Aquest escut es va atorgar el 1591, però probablement va existir des de l'origen de la ciutat, quan Losada la va fundar, car d'abans del 1591 consta s'usava el lleó i la conquilla o venera de Santiago com figura estampada en el "segell de la ciutat" amb què s'empadronaven les peses i mercaderies els preus de les quals controlava el Cabildo de Caracas. El lleó es deu A San León, que litúrgicament corresponia al dia escollit per a la fundació per Losada, 1 de març, segons algunes tesis.
| « | Per Real Cèdula de Carlos III, el 13 de març del 1766, es concedeix a l'Escut d'Armes de Caracas, dur una orla amb la següent inscripció en llatí sobre la Mare de Déu com un gest per a ennoblir l'Escut de la Ciutat amb aquestes paraules: "Au María Santísima, sense Pecat Concebuda en el Primer Instant del seu Ésser Natural". La petició original ("Au María Santíssima de la Llum sense Pecat Concebuda") va suscitar una polèmica sobre si havia d'o no col·locar-se en la orla del pendó, la qual va concloure amb la decisió del Rei, que va suprimir la paraula Luz, incorporant "En el Primer Instant del seu Ésser Natural". | » |

- La Bandera presenta a l'escut centrat sobre un pavelló rectangular color vermell sang, que commemora la sang dels caraquenys vessada en els períodes independentistes.
- L'Himne, anomenat Marxa a Caracas, va ser compost per Tiero Pezzuti de Matteis, amb la lletra de José Enrique "Chelique" Sarabia, conforme a l'acord aprovat per la Càmera Municipal de data 28 de març de 1984, on la partitura i la lletra s'agreguen com a part integrant d'aquesta Ordenança. La lletra del cant a la ciutat s'inspira en l'exemple de Caracas a l'haver donat el primer pas per a la llibertat veneçolana i sud-americana.

Altre símbol no oficial de la ciutat és el Parc Nacional L'Àvila, conegut col·loquialment com L'Àvila o Cerro L'Àvila, serralada muntanyenca que voreja el nord de la capital separant-la del Mar Carib, immens pulmó natural de l'àrea metropolitana i referència obligada per a tots els caraquenys, ja que és visible pràcticament de tots els punts de la ciutat.

## Geografia

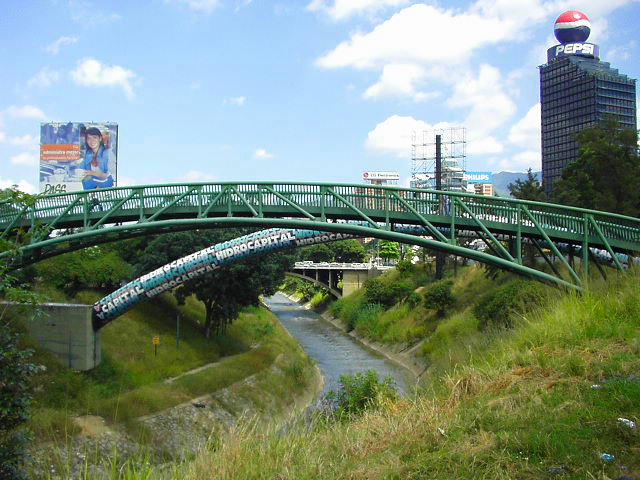
El riu Guaire, a l'altura de la Plaça de Veneçuela (Plaza Venezuela)

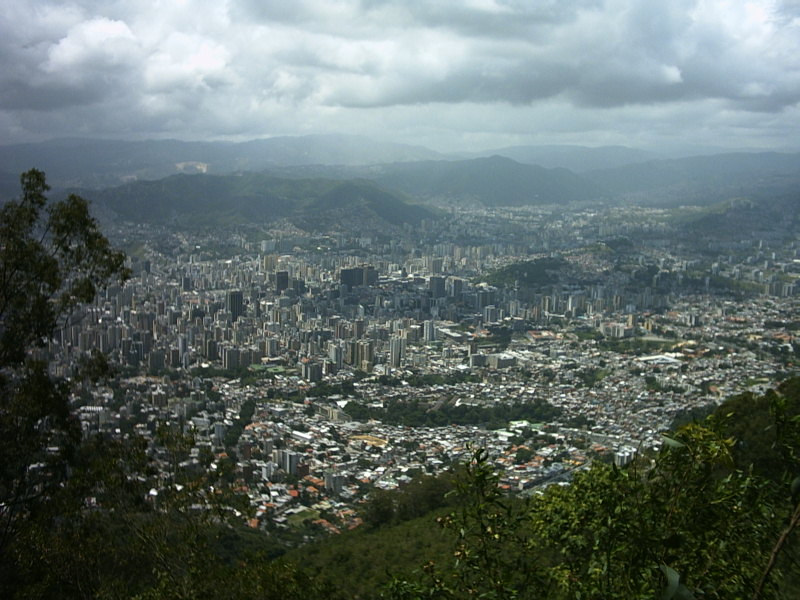
Vista de la Vall de Caracas des de L'Àvila

Caracas està emmarcada totalment dintre d'un vall del sistema de la Serralada de la Costa veneçolana, separada del litoral central a uns 15 km pel Parc Nacional La Ávila un conjunt de muntanyes que és molt apreciat pels caraquenys, per la seva bellesa, riquesa en flora i fauna, i per ser un lloc de distracció natural.
La vall és relativament petit i bastant irregular, l'altitud respecte al nivell del mar varia d'un punt a un altre de la ciutat entre els 870 i els 1.043 msnm, amb 900 m en el seu centre històric. Això i el seu ràpid creixement poblacional han influït notablement en el desenvolupament urbà de la ciutat (vegeu secció urbanisme). El punt més elevat del Districte Capital, on hi ha la ciutat, és el Bec de l'Àvila, amb 2159 msnm.
La ciutat està creuada pel riu Guaire, que segueix el trajecte de la vall que desemboca en el riu Tuy i és alimentat pels rius La Vall i San Pedro, a més de nombroses trencades que baixen des de l'Àvila, també està l'Embassament la Papallona, a la sortida sud central de la ciutat, el qual alimenta d'aigua a certa part de Caracas, encara que la majoria és extreta del riu Guárico, al seu embassament de Camatagua, a la població del mateix nom a l'Estat d'Aragua.

### Clima

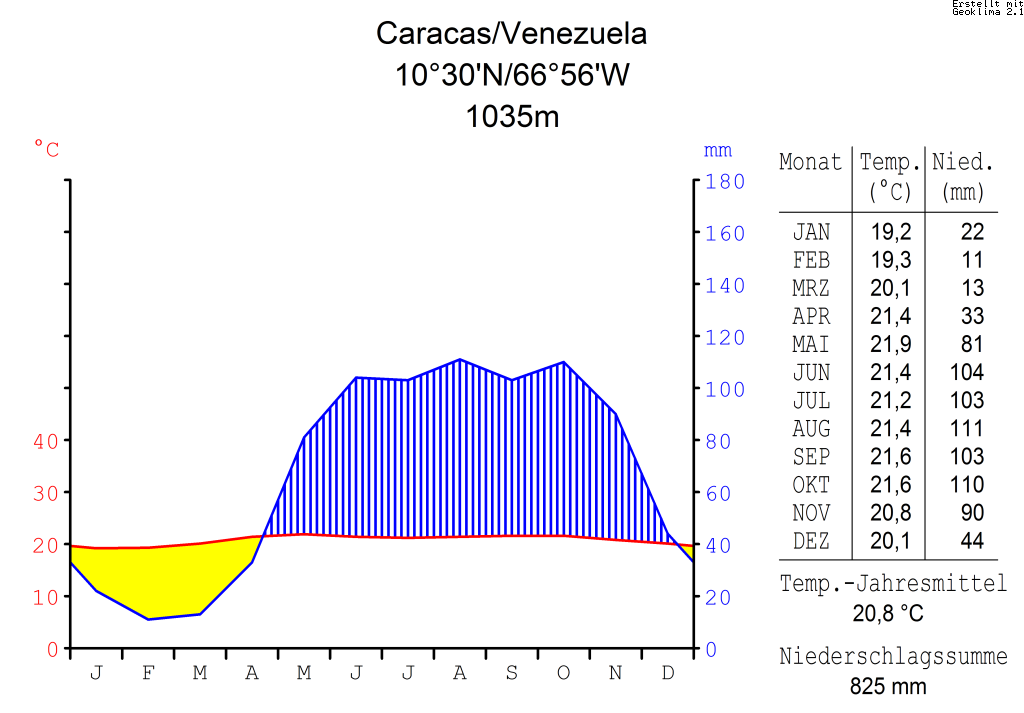
Gràfica climàtica de Caracas

El clima de Caracas és de tipus intertropical de muntanya amb precipitacions que varien entre els 900 i 1300 mm anuals, en la mateixa ciutat, i fins als 2000 mm en algunes parts de la Serralada; la temperatura mitjana anual és d'aproximadament de 22,5 °C, sent la mitjana del mes més fred (gener) de 21 °C i la mitjana del mes més càlid (maig) de 24 °C, el que dona una amplitud tèrmica anual escassa, de només 3 °C. Les amplituds tèrmiques diàries en canvi són molt majors (més de 10 °C), amb màximes diürnes gairebé sempre superiors a 30 °C i que rares vegades descendeixen a menys de 20 °C. En els mesos de desembre i gener apareixen abundants boires, a més d'un sobtat descens de temperatures nocturnes que arriben a baixar fins als 13 °C o una mica menys. A més, les temperatures nocturnes en qualsevol època de l'any no solen superar els 20 °C, cosa que fa que les nits caraquenyas siguin agradables. En Caracas poden presentar-se, encara que en rares ocasions, tempestes de calamarsa mentre que les tempestas elèctriques són molt més freqüents, especialment entre juny i octubre, per la seva condició de vall tancada i per l'acció orogràfica de l'Àvila.
| Mes | gen          | febr        | març         | abr          | maig         | juny         | jul           | ag            | set           | oct           | nov          | des         | anual          |
| --- | ------------ | ----------- | ------------ | ------------ | ------------ | ------------ | ------------- | ------------- | ------------- | ------------- | ------------ | ----------- | -------------- |
| Màxima rècord °C (°F)                                                                                        | 31.9 (89.4)  | 34.1 (93.4) | 35.3 (95.5)  | 33.5 (92.3)  | 34.4 (93.9)  | 32.8 (91)    | 33.6 (92.5)   | 31.5 (88.7)   | 32.2 (90)     | 31.4 (88.5)   | 31.2 (88.2)  | 30.8 (87.4) | 35.3 (95.5)    |
| Màxima mitjana °C (°F)                                                                                       | 23.3 (73.9)  | 23.6 (74.5) | 24.3 (75.7)  | 25.0 (77)    | 25.8 (78.4)  | 26.0 (78.8)  | 25.5 (77.9)   | 25.8 (78.4)   | 25.5 (77.9)   | 25.2 (77.4)   | 24.6 (76.3)  | 23.8 (74.8) | 24.9 (76.8)    |
| Mitjana diària °C (°F)                                                                                       | 19.6 (67.3)  | 19.7 (67.5) | 20.2 (68.4)  | 21.2 (70.2)  | 22.0 (71.6)  | 22.0 (71.6)  | 21.7 (71.1)   | 21.9 (71.4)   | 21.9 (71.4)   | 21.8 (71.2)   | 21.3 (70.3)  | 20.2 (68.4) | 21.1 (70)      |
| Mínima mitjana °C (°F)                                                                                       | 15.9 (60.6)  | 15.8 (60.4) | 16.0 (60.8)  | 17.5 (63.5)  | 18.2 (64.8)  | 18.1 (64.6)  | 17.9 (64.2)   | 18.1 (64.6)   | 18.3 (64.9)   | 18.4 (65.1)   | 18.0 (64.4)  | 16.5 (61.7) | 17.4 (63.3)    |
| Mínima rècord °C (°F)                                                                                        | 10.0 (50)    | 10.9 (51.6) | 11.4 (52.5)  | 12.5 (54.5)  | 13.1 (55.6)  | 14.9 (58.8)  | 14.1 (57.4)   | 14.3 (57.7)   | 15.5 (59.9)   | 13.1 (55.6)   | 11.9 (53.4)  | 10.0 (50)   | 10.0 (50)      |
| Pluja mitjana mm (polzades)                                                                                  | 15.3 (0.602) | 13.2 (0.52) | 11.4 (0.449) | 59.2 (2.331) | 81.7 (3.217) | 134.1 (5.28) | 118.4 (4.661) | 123.8 (4.874) | 115.4 (4.543) | 126.3 (4.972) | 72.6 (2.858) | 41.4 (1.63) | 912.8 (35.937) |
| Mitjana de dies de pluja (≥ 1.0 mm)                                                                          | 6            | 4           | 3            | 7            | 13           | 19           | 19            | 18            | 15            | 15            | 13           | 10          | 142            |
| Humitat relativa mitjana (%)                                                                                 | 73.7         | 74.2        | 73.0         | 76.3         | 75.4         | 75.1         | 74.1          | 74.0          | 74.9          | 74.7          | 73.7         | 74.7        | 74.5           |
| Mitjana mensual d'hores de sol                                                                               | 229.4        | 217.5       | 235.6        | 183.0        | 182.9        | 183.0        | 210.8         | 217.0         | 213.0         | 210.8         | 210.0        | 213.9       | 2.506,9        |
| Font #1: Instituto Nacional de Meteorología e Hidrología (INAMEH)                                            |              |             |              |              |              |              |               |               |               |               |              |             |                |
| Font #2: World Meteorological Organization (rainfall data), Hong Kong Observatory (sun only), NOAA(extremes) |              |             |              |              |              |              |               |               |               |               |              |             |                |

### Incendis forestals
En la Serra de l'Àvila es produïxen alguns incendis durant l'època de sequera. Les enormes proporcions d'aquests incendis es deuen als forts pendents (que afavoreixen la propagació cap amunt de les flames) i a la sequedat de la vegetació, no només per l'escassesa de pluges sinó perquè la intensitat de radiació és màxima en els vessants exposats cap al sud durant aquesta època de sequera (vessant o vessant de solana).

## Organització administrativa

Divisió del Districte Metropolità de Caracas

La coordinació de la ciutat és administrada per l'Ajuntament Metropolità de Caracas, hereva de l'antiga Governació del Districte Federal, que té com a burgmestre Juan Barreto Cipriani, la qual té autoritat coordinativa sobre els cinc municipis, governats al seu torn pels alcaldes Henrique Capriles Radonski (Baruta), Leopoldo López (Chacao), Alfredo Català (El Hatillo), Freddy Bernal Rosers (Libertador), i José Vicente Rangel Ávalos (Sucre).
Els municipis que conformen la ciutat de Caracas com a tal, estan envoltats per altres municipis situats en els sectors perifèrics de: els Alts Mirandinos (Carrizal, Guaicaipuro i Els Salias), el barri Guarenas-Guatire (Plaza i Zamora) i Los Valles del Tuy (Santa Teresa, Santa Lucia, Cúa, Charallave, Yare, i Ocumare del Tuy), pertanyents tots ells a l'Estat Miranda, i l'Estat Vargas, anteriorment integrat al Districte Federal com el Municipi Vargas. Aquests municipis i estats actuen com ciutats dormitori i focus d'expansió de la ciutat, però no formen part d'ella, ni física ni administrativament.

## Govern i institucions
Aquesta sota el govern executiu de l'Alcalde Metropolità de Caracas, electe cada 4 anys i qui pot optar per a una sola reelecció immediata, i posseïx el Cabildo Metropolità, integrat per regidors electes per cadascun dels municipis constituents, òrgan que complix funcions legislatives en l'àrea Metropolitana.
En el cas dels quatre municipis parteix de Caracas i part al seu torn de l'Estat Miranda, l'Alcalde Major solament té funcions de coordinació, ja que l'autoritat recau en la Governació d'aquest estat, segons la constitució de 1999 que busca el creixement harmònic i desenvolupament integral de la ciutat, sense eliminar el Districte Capital ni seccionar part de l'Estat Miranda.
En el cas del Districte Capital i del seu únic municipi, que en si conforma una de les 23 entitats federals del país, i en ell l'Ajuntament del Districte Metropolità assumeix les funcions de l'antiga Governació del Districte Federal, i el Cabildo Metropolità complix el paper del que seria el Consell Legislatiu en la resta dels estats.

## Economia

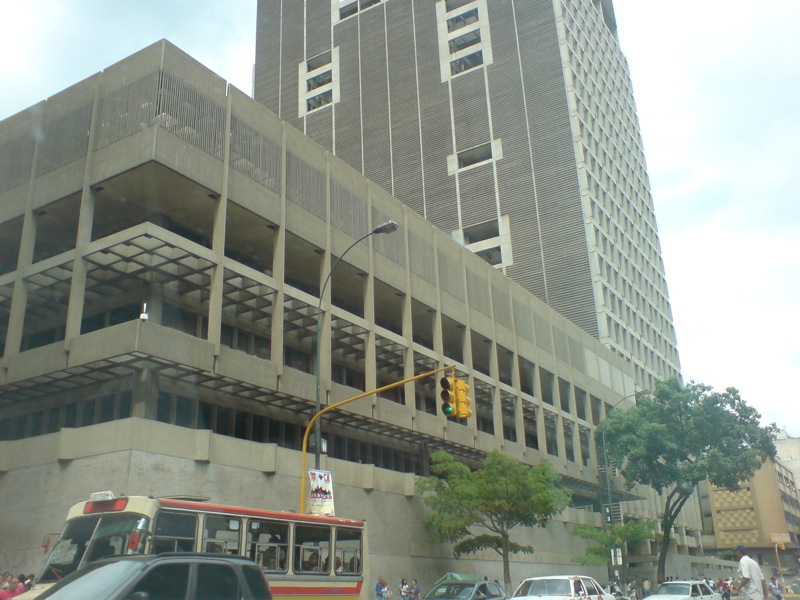
Seu del Banc Central de Veneçuela

La ciutat de Caracas en la seva condició de capital de Veneçuela, és seu de nombroses empreses de serveis, bancs, centres comercials, hotels, entre d'altres. La seva activitat és en gairebé 100 % de caràcter de serveis exceptuant algunes indústries establertes en la seva àrea metropolitana, principalment en Els Massos, a l'est de la ciutat i en La Yaguara, en l'oest.
La ciutat cabdal també és seu de la Borsa de Valors de Caracas, encarregada d'operacions de compra i venda d'instruments autoritzats per a la seva negociació en el mercat borsari. La Borsa de Caracas, és al municipi Chacao.
També en la ciutat està situada les seus principals de Petroleos de Venezuela (PDVSA) que és major empresa del país, des d'aquí es negocien tots els acords internacionals per a la distribució i exportació de petroli cap a altres països, a més es troben les oficines principals de la companyia privada més gran del país Empreses Polar.

## Urbanisme

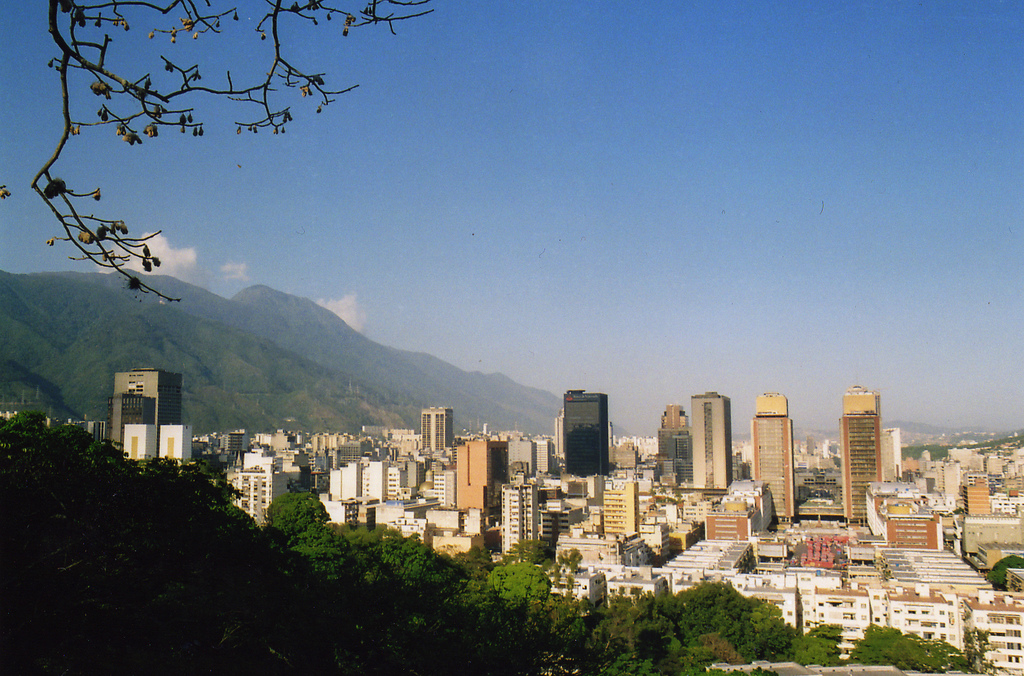
Centre de Caracas

Caracas comparteix algunes de les característiques de les ciutats llatinoamericanes (com Sao Paulo o Rio de Janeiro). Densament poblada i amb un espai limitat per estar envoltada de muntanyes, la ciutat ha crescut de forma vertical.
Els alts edificis d'oficines i apartaments ocupen gran part del centre i est de la ciutat. La zona financera de Caracas és a El Rosal, on abunden els gratacels i centres empresarials; allí tenen la seva seu importants empreses nacionals i internacionals, no obstant això en el centre de Caracas és on hi ha la seu del Banco Mercantil, del Banco Provincial i del Banc de Veneçuela, tres dels quatre bancs més importants del país a més d'albergar la seu del Banco Central de Venezuela.
Altre aspecte molt ressaltant és la quantitat de persones que viuen a assentaments informals a les muntanyes que envolten la ciutat. Aquest tipus d'habitatges són denominats ranxos, construïts improvisadament, sense cap planificació oficial, amb deficiències i amb materials poc adequats, marcant una diferència entre els quals viuen en el centre de la vall. Algunes zones de la ciutat tenen un traçat regular, heretat de la colònia o desenvolupat durant els projectes urbanístics del segle xx. Altres zones, potser la majoria, manquen d'aquesta regularitat.

## Demografia
La barreja ètnica i cultural ha marcat a la ciutat a través de la seva història. Prèviament, durant l'època colonial, els conquistadors espanyols es van barrejar amb els indígenes nadius i després amb els negres africans, que van ser duts com esclaus pels primers a les plantacions de cacau i cafè. Conseqüentment, la composició racial i ètnica de Caracas va resultar diversa. Després de la independència i del descobriment a més de l'explotació del petroli a Veneçuela a partir dels 1930, arriben immigrants d'altres regions del país més empobrides (en la seva majoria de les zones rurals), els immigrants europeus van començar a arribar a la ciutat de forma creixent a partir i la Segona Guerra Mundial.
Els exemples inclouen a francesos, que van portar el sistema de telèfon, i els holandesos (la petroliera holandesa Shell), que va venir a explotar els recursos naturals. Les conseqüències de l'esmentada Segona Guerra Mundial, les dictadures europees repressives, i l'explotació del petroli van atreure a molts d'immigrants d'Espanya, Portugal, i Itàlia. Els immigrants d'Orient Mig de Palestina, Síria i especialment del Líban també van buscar una nova vida a la ciutat. La immigració europea era notòria durant els anys 1960 i 1970, però els nombres creixents dels anys 1980 i 1990 dels immigrants que originaris de països andins sobretot de la veïna Colòmbia; però també de l'Equador, Perú, i Bolívia; així com països caribenys com Cuba, Trinitat i Tobago, República Dominicana i Haití, ha creat una societat molt complexa.
Encara que a causa de la vella influència del sistema de casta del període colonial espanyol, a la barreja de races i cultures, ha estat acceptada en vida en la ciutat. No obstant això, la demografia comuna seria "mulats" (gent d'ascendència de barreja de blanc i negre), "mestísos" (barreja d'indígena i blanc), barreja de les tres étnies, i criolls (descendents directes de peninsulars).

## Transport

### Autopistes i avingudes principals

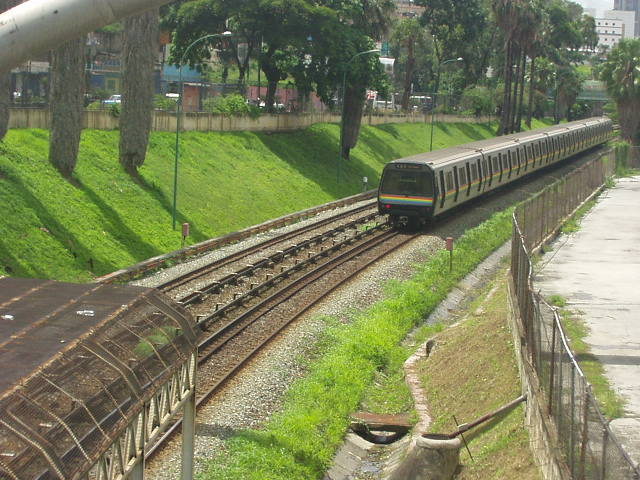
Estación Agua Salud del Metro de Caracas

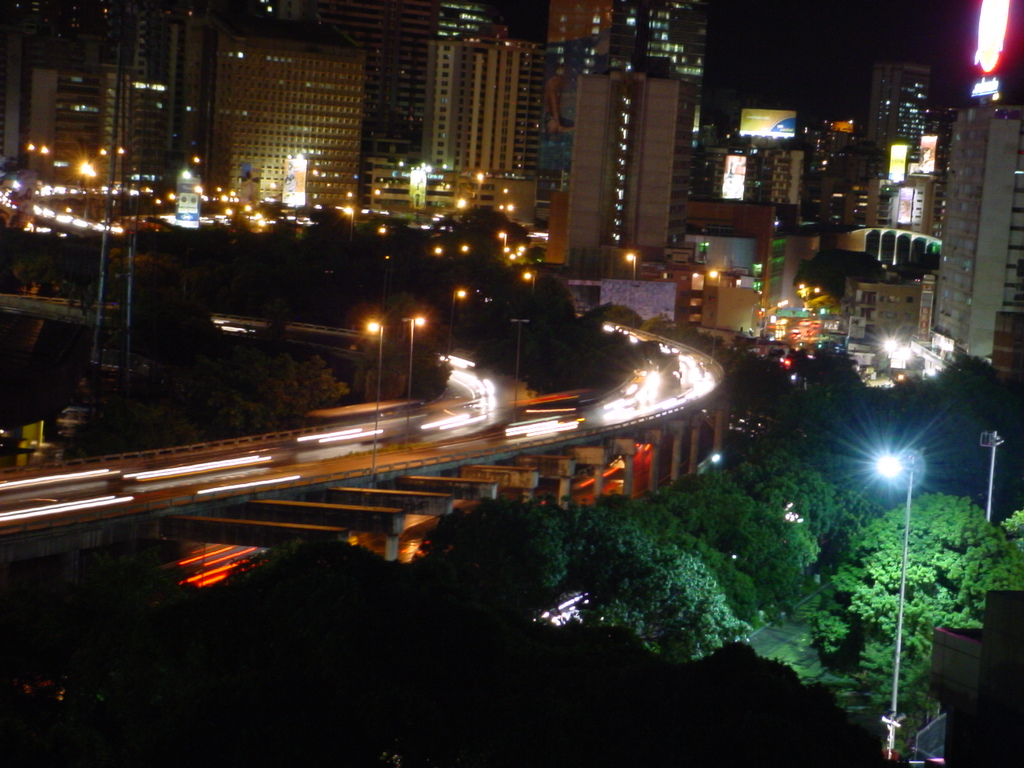
Autopista Francisco Fajardo a l'altura de Plaza Venezuela

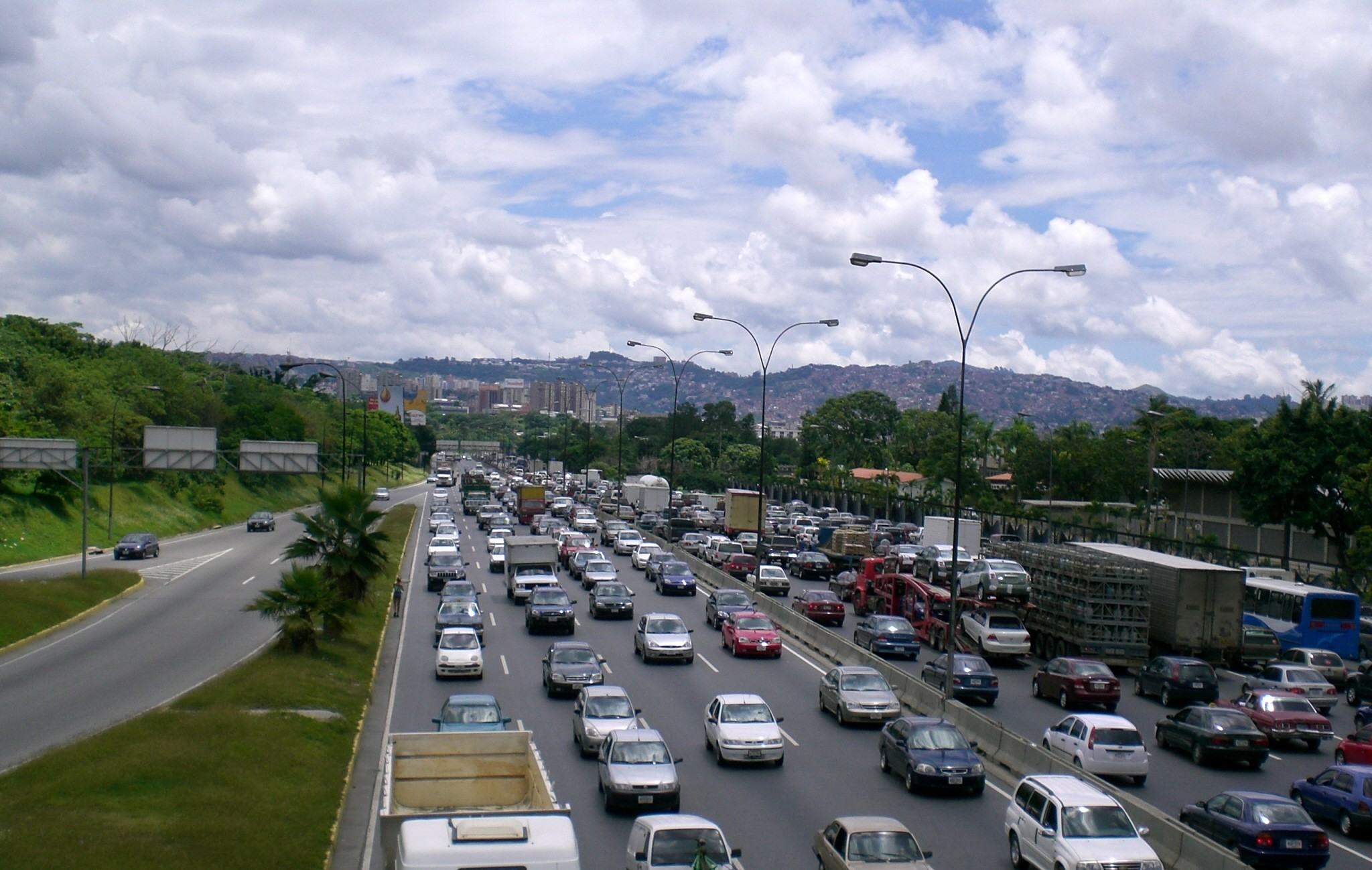
Autopista Francisco Fajardo a l'altura de Altamira

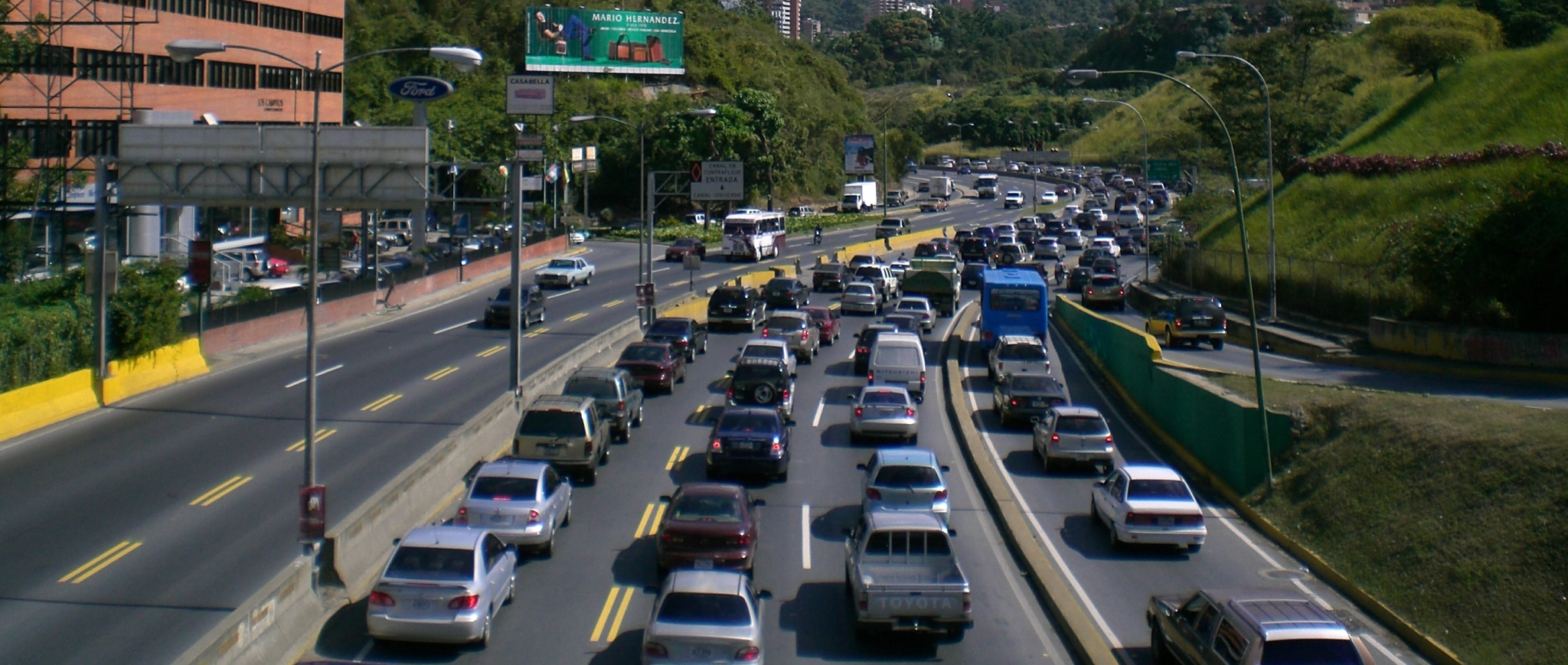
Autopista del Este, Municipio Baruta

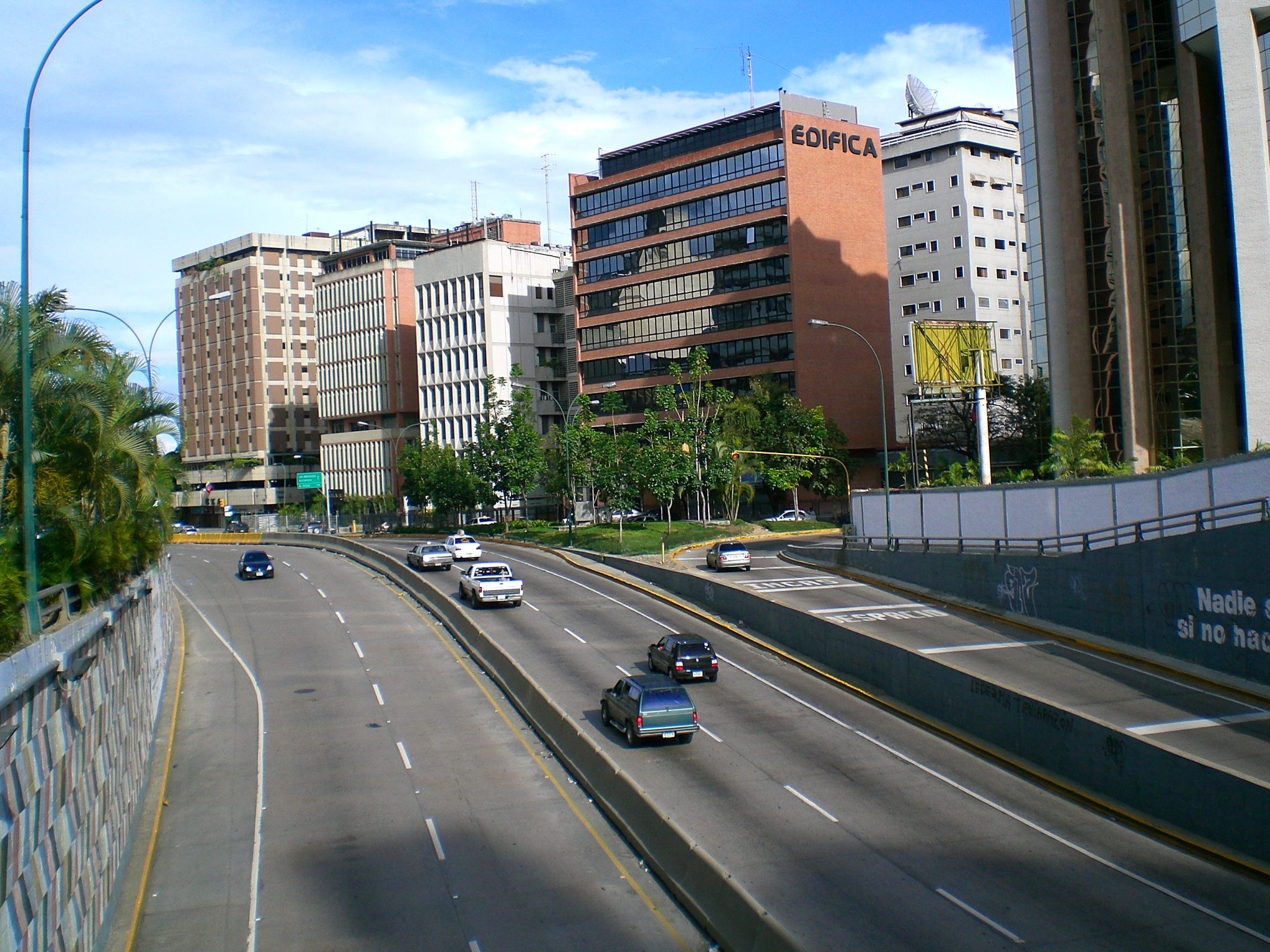
Avenida Libertador

La major concentració de xarxes viàries del país és a la regió de Caracas i les seves ascendències, amb una gran xarxa d'autopistes i avingudes al Districte Metropolità i vies urbanes, suburbanes i interurbanes, la xarxa viària ha esdevingut una gran cruïlla entre l'Occident, l'Orient i el Centre del país. Paper no gaire avantatjós per a una ciutat saturada de població i vehicles de tota classe, tant de la mateixa ciutat com de la seva zona d'influència immediata (Vargas, El Tuy, Guarenas-Guatire, Alts Mirandinos) i d'altres zones del país.
Actualment, s'està construint un enllaç viari que connectarà l'Autopista Regional del Centre (al km 31) amb l'Autopista Gran Mariscal de Ayacucho (sector Kempis), amb la finalitat de servir de aliviadero a la ciutat de Caracas i les veïnes Guarenas i Guatire, perquè els vehicles que es dirigeixin d'orient a occident o centre, i viceversa, no tinguin la necessitat d'entrar a Caracas. La ruta d'aquesta autopista seria des de les proximitats de l'aeroport de Charallave, passant per Santa Lucia i pujant fins a la zona de Kempis (entre Guatire i Caucagua).

### Principals avingudes
- Av. Bolívar (L'avinguda més llarga de Veneçuela en línia recta)
- Av Simón Bolívar (sud-est de la ciutat)
- Av. Universitat
- Av. Baralt
- Av. Sucre
- Av. Urdaneta
- Av. Andrés Bell
- Av. Lecuna
- Av. Panteó
- Av. Libertador (el seu nivell inferior en una part és considerat una Autopista)
- Av. Francisco de Miranda (la més llarga de Caracas)
- Av. Páez
- Av. O'Higgins
- Av. San Martín
- Av. Teheran
- Av. Les Acàcies
- Av. Las Palmas
- Av. Abraham Lincoln (Boulevar de Sabana Gran - Per als vianants)
- Av. Francisco Solano López
- Av. Casanova
- Av. Intercomunal de La
- Vall Av. Forces Armades
- Av. Nova Granada
- Av. President Medina (Coneguda pel seu nom anterior: Av. Victoria)
- Av. Roosevelt
- Av. Ppal. del Cementiri
- Passeig Els Il·lustres
- Av. Les Acàcies
- Passeig Els Próceres (Es converteix en el Monument als Próceres, Gran Passeig de l'Acadèmia Militar de Veneçuela - semivianant)
- Av. Rio de Janeiro
- Av. Ppal de les Mercès, José Martí
- Av. Veneçuela del Roser
- Av. Tamanaco
- Av. Intervecinal Santa Mónica-Cims de Curumo
- Av. Raúl Leoni (Boulevar del *Cafetal)
- Av. Sanz
- Av. Mèxic
- Av. Ppal de Caurimare
- 4a Av. dels Pals Grans
- Av. San Juan Bosco
- Av. Luís Roche
- Av. Sucre dels Dos Camins
- Av. Els Castanyers dels Dolls
- Av. Ròmul Gallecs
- Av. Ppal de Macaracuay
- Av. La Guairita

### Sistemes de metro i ferrocarril

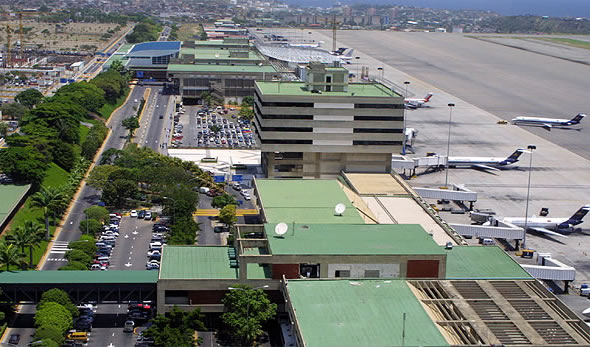
Aeroport Internacional de Maiquetía Simón Bolívar

La ciutat posseïx un modern sistema de transport subterrani, el Metro de Caracas, que cobreix la zona central de la ciutat i que s'estén a la ciutat de los Teques (capital de l'Estat Miranda) connectant-lo amb el Sistema Metro de los Teques. Ambdós operats per la companyia "C.A. Metre de Caracas" (Cametro). Al moment de la seva obertura, el 1983, va ser considerat com un dels sistemes més moderns d'Amèrica i el món, actualment compta amb quatre línies i se n'estan construint expansions. Es planeja la construcció d'un sistema de Metre cap a les poblacions de Guarenas i Guatire.
A més del metre, hi ha l'estació construïda per l'Institut Autònom Ferrocarrils de l'Estat (IAFE). Aquest és el sistema de trens entre Caracas i l'àrea de Tuy Mig que connecta a la ciutat amb les poblacions de les Valls del Tuy (Charallave, Santa Lucia, Ocumare, Santa Teresa, Yare i Cúa) té com punt d'inici l'estació de trens de Caracas, la qual és a La Rinconada, on aquesta l'estació final de la línia 3 del metre de Caracas, la línia ferroviària, forma part del Sistema Ferroviari Central de Veneçuela.

### Ports i aeroports
Caracas compta amb l'aeroport principal de Veneçuela, a uns 20 km per carretera, a la població de Maiquetía, parròquia Raul Leoni a l'Estat Vargas, l'Aeroport Internacional Maiquetía Simón Bolívar, és un dels punts de connexió més important d'Amèrica del Sud. A part d'aquest hi ha tres aeródromos de menor importància. Un d'ells, la Base Aèria Generalíssim i Almirall Francisco de Miranda, coneguda com a Aeroport de La Carlota, és per a vols privats i militars; i està en període de clausura. L'espai s'espera convertir en un parc o en un centre esportiu. Altres dos aeroports privats són l'aeroport metropolità de Ocumare del Tuy i l'aeroport Caracas Oscar Machado Zuloaga de Charallave.
A la ciutat de La Guaira, igual que l'aeroport de Maiquetía a uns 20 km hi ha el port homònim, el principal del país per la seva grandària i per la seva capacitat.

### Transport públic terrestre
El Metre de Caracas es complementa amb una xarxa de transport superficial: El sistema Metrobús que connecta altres zones de la ciutat amb les estacions del metre, però lamentablement no cobreix tota la ciutat i alguns critiquen la seva lentitud. Per això, el transport públic està fortament basat en les camionetes o camionetiques, busos petits que recorren tota la ciutat i solen ser ràpids i eficients. No obstant això, el sistema de camionetiques és acusat per alguns de ser caòtic i originari de gran part dels problemes de circulació de la ciutat, per no respectar les zones reservades per a carregar i descarregar passatgers. El sistema de camionetes va substituir als busos, antics i no afiliats al Metre, que encara cobrixen algunes rutes.
Les zones pobrament urbanitzades i de topografia irregular, els "turons", compten amb un sistema de jeeps, vehicles rústics amb capacitat per a vuit o deu persones. Evidentment, el sistema és limitat, precari i insuficient per a la població que assisteix. És un dels problemes que afecta més directament a les persones que viuen en aquestes zones.
El metro de Caracas es comunica en l'estació La Rinconada, amb l'estació ferroviària "Libertador Simón Bolívar" de la qual surten trens diàriament cap a les poblacions de les valls del Tuy.
Recentment, l'Ajuntament del Municipi Libertador ha anunciat el desenvolupament i implementació d'un sistema de bus ràpid denominat BusCaracas, que consistirà en unitats de trolebuses que recorreran la ciutat de nord-oest al sud. El pla, que va ser dissenyat originalment el 2001, preveu una longitud de sis quilòmetres i un cost de cinquanta-un milions de dòlars. En l'actual etapa de planificació, el sistema estima transportar a un aproximat de cent mil passatgers per dia al llarg de dotze estacions, iniciant des del Mercat de les Flors, passant per San José, l'Avinguda Forces Armades, La Hoyada, Nou Circ, San Agustín, l'Helicoide, Cementeri, Prado de María, l'Avinguda Roosevelt, Els Llorers, fins a arribar al Terminal La Bandera. La instal·lació d'aquest mitjà de transport en la ciutat capital està basat fonamentalment en la experiencia del TransMilenio bogotà, i suposa un conveni previ amb el Metro de Caracas.

### Transport terrestre interestatal

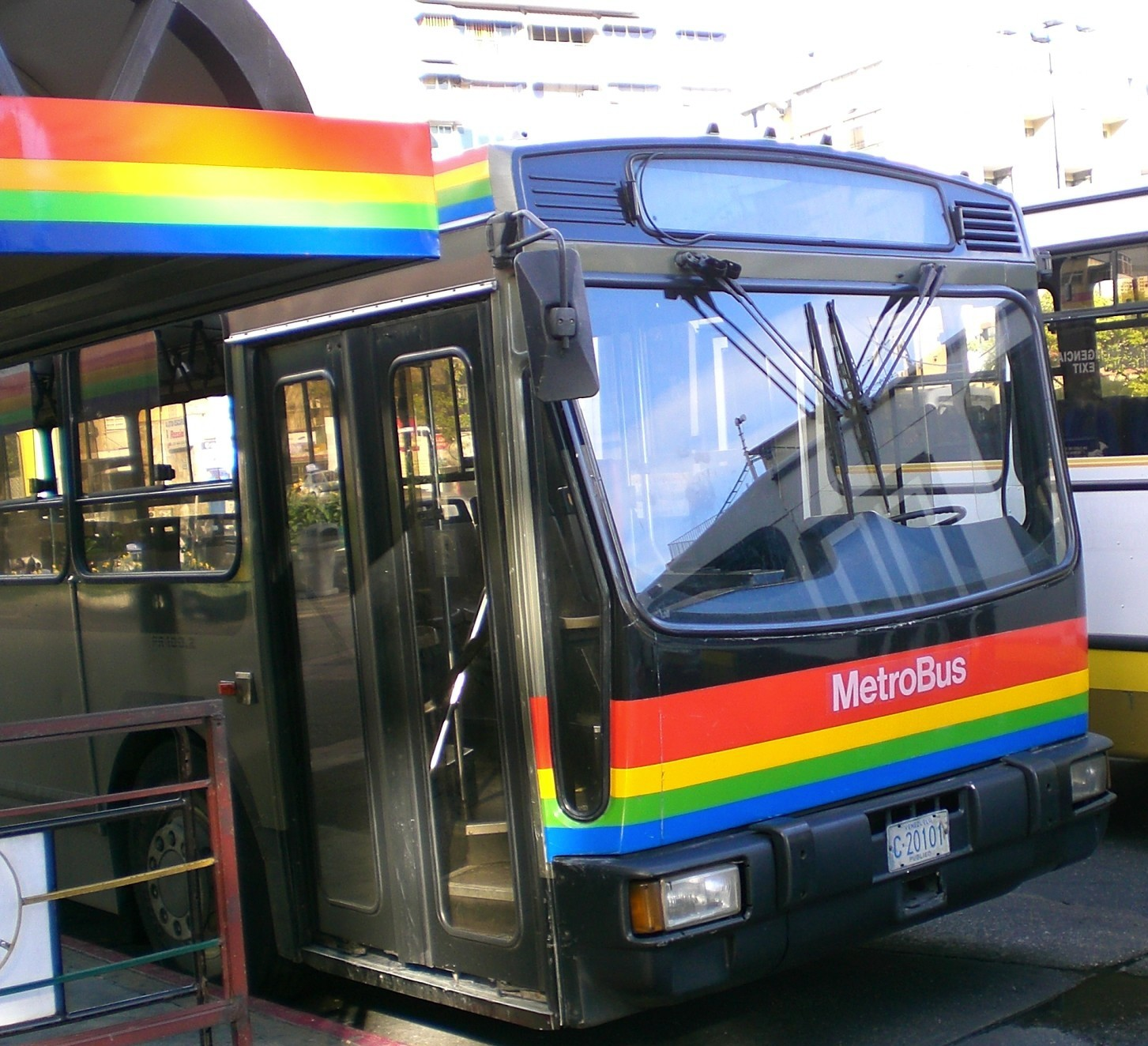
Unitat de metrobus

Existeixen tres terminals de passatgers, que fan rutes cap a l'interior del país en autobusos o trens interregionals.
- Per a la Regió Oriental: el Terminal d'Orient
- Per a la Regió Occidental i Els Plans: el Terminal de La Bandera
- Per a les "ciutats dormitori" situades en l'estat Miranda (Charallave, Santa Lucia, Santa Teresa, Cúa, Ocumare del Tuy, Els Teques, San Antonio, Carrizal, Paracotos, Guarenas, Guatire, Caucagua, Riu Chico, Higuerote, etc.): el Terminal del Nou Circ o La Hoyada.
- Per a Saint Lucia, Santa Teresa, Guarenas, Guatire, Caucagua, Riu Chico, Higuerote, etc.: El terminal de La Urbina (serveix d'alleujament al col·lapsat terminal del Nou Circ o La Hoyada).
- Per a la Guaira i l'Aeroport Internacional Simón Bolívar: Terminal de Busos i Taxis Parc Central
- A més també hi ha l'estació ferroviària "Libertador Simón Bolívar" que es comunica amb la regió de les valls del Tuy (*Charallave, Saint Lucia, Ocumare, Santa Teresa, Yare i Cúa).
- També existeixen diversos terminals privats amb destinacions fixes

## Llocs d'interès
Caracas és una ciutat molt diversa, centre de gran quantitat de parcs, places, arquitectures modernes o colonials, esglésies, passejos, bulevars, centres comercials, etc., oferint-los als caraquenys i altres turistes el millor de la seva cultura i bons costums.

### Monuments, edificis públics i llocs històrics

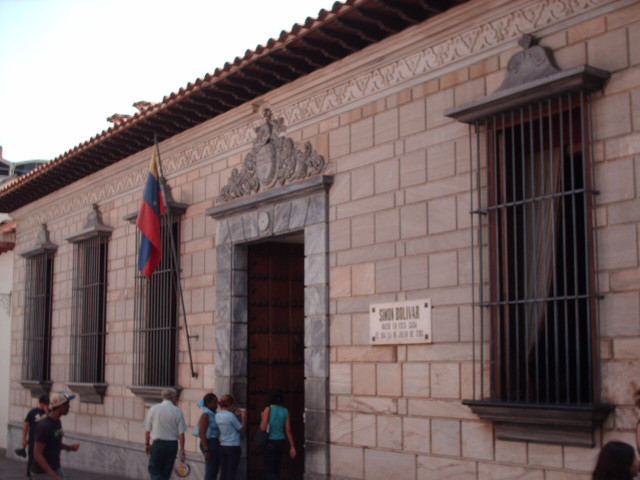
Façana casa natal del Libertador

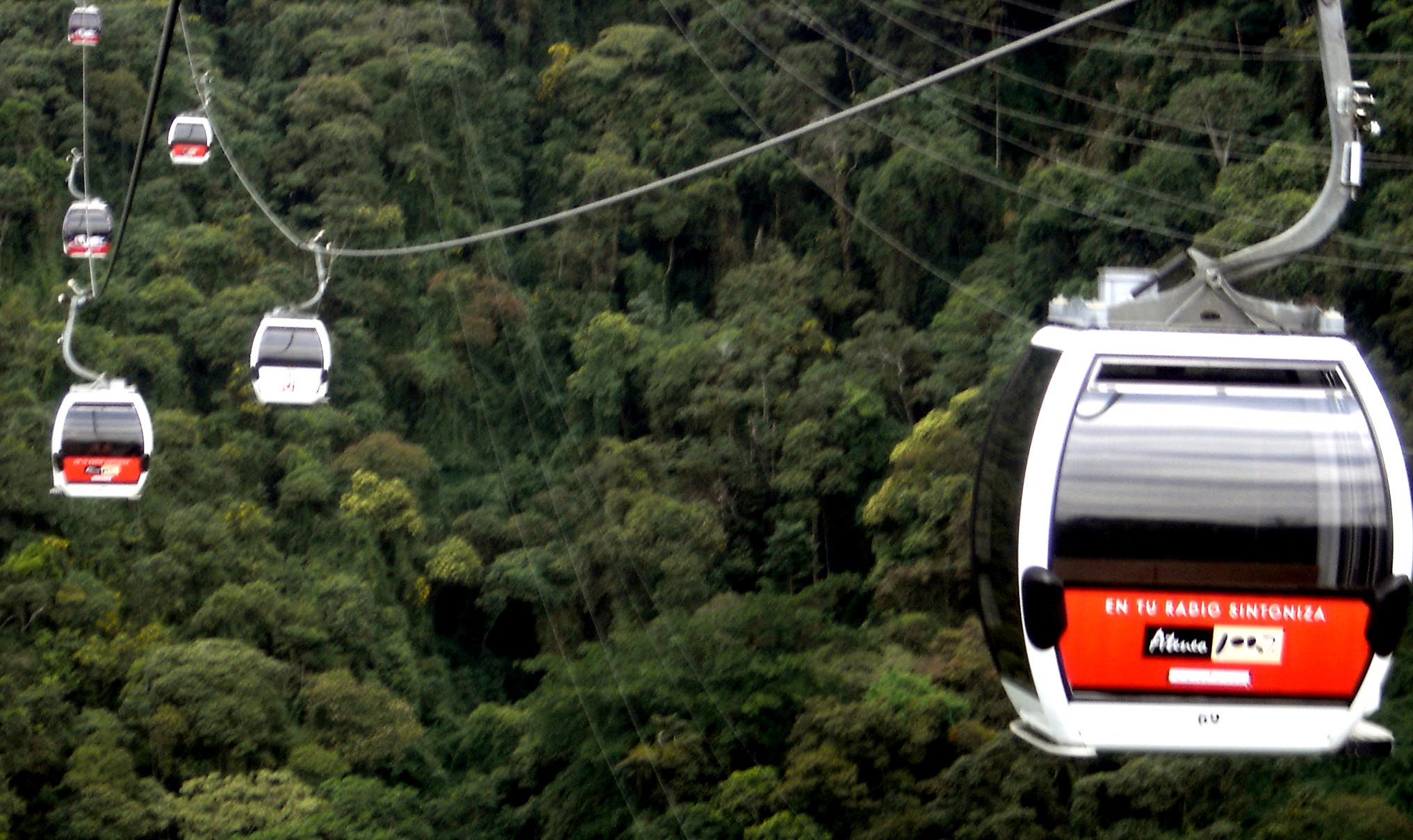
Teleféric de Caracas

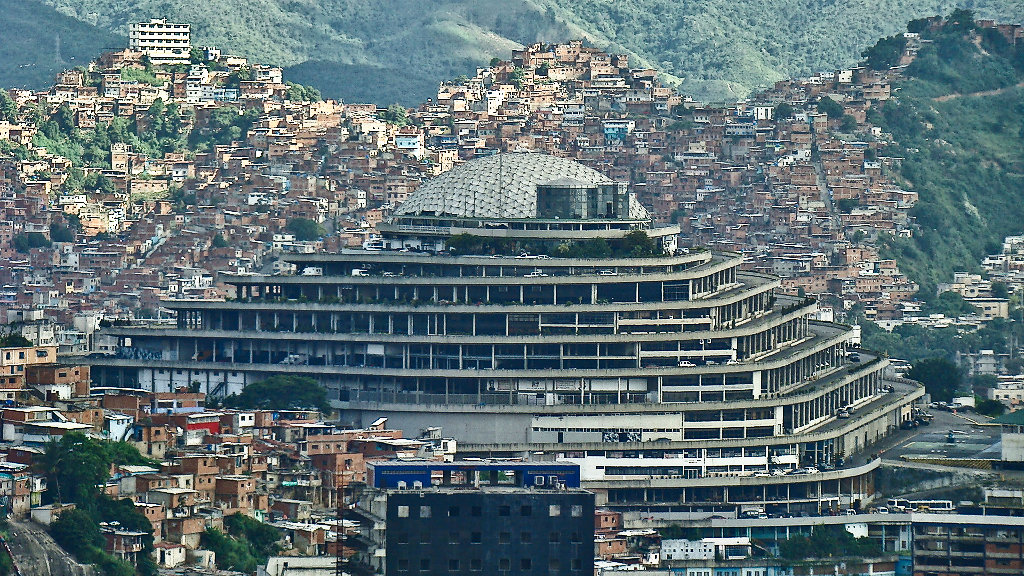
"El Helicoide", un dels edificis més emblemàtics del desarrollisme dels anys 50-60 (1956-67), dissenyat pels arquitectes Jorge Romero, Pedro Neuberger i Dirk Bornhorst.

- Casa Natal de Simón Bolívar: la casa colonial on va néixer el Libertador de la pàtria el 1783. En els seus espais es troben objectes de l'època de la vida del Libertador i pintures pel mestre Tito Salas que reflecteixen episodis en la vida de Bolívar.
- Museu Bolivarià al costat de la Casa Natal de Simón Bolívar i en els seus espais s'exhibeixen els objectes personals de Bolívar.
- Panteó Nacional: és el mausoleu de la pàtria on reposen les restes del Libertador Simón Bolívar i d'altres més de 140 herois i persones destacades de la història de Veneçuela.
- Palau de Miraflores: és un Palau seu del despatx del President de la Republica, va ser construïda pel general Joaquín Crespo per a ús particular a la fi del segle xix. Va constituir la mansió més luxosa, elegant i costosa d'aquesta època en el país. Des del 1900 és residència presidencial.
- Residència Presidencial La Casona: és un modern Palau que serveix com lloc de residència als presidents de Veneçuela.
- Palau Federal Legislatiu: el famós Capitoli Nacional és una edificació d'estil neoclàssica, amb una cúpula el·líptica de bronze.
- Casa Groga: és una imponent estructura neoclàssica que data del segle xvii, va ser originalment seu de la Capitania General i Presó Real i actualment és la seu del Ministeri de Relacions Exteriors.
- Ciutat Universitària de Caracas: és el campus principal de la Universitat Central de Veneçuela, va ser declarada Patrimoni de la Humanitat per la UNESCO el 2000.
- Torres de Parc Central: són dues torres bessones situades al centre de la ciutat, ostenten el títol de les torres gratacels més altes de Sudamérica i les segones més altes de Llatinoamèrica.
- Teatre Municipal de Caracas i Teatre Nacional de Caracas: són els dos teatres més antics de la ciutat, inaugurats el 1881 i 1905 respectivament.
- Complex Centre Simón Bolívar: és un complex urbanístic, que abasta les Torres del Silenci, les Places Caracas i O'leary, la Urbanització El Silenci i el Monument al Libertador al final de l'Avinguda Bolívar, en el centre de la ciutat.
- Palacio de les Acadèmies: és un bell Palau colonial, amb façana gòtica del segle xix on anteriorment funcionava el Convent de San Francisco, en l'actualitat és seu de diverses acadèmies.
- Teleféric de Caracas: un dels "Aerial tramway" més moderns i segurs del mónPlantilla:Demostrar. En la seva trajectòria, ascendeix des de la ciutat fins al Turó L'Àvila.
- Anauco Arriba: la casa colonial més antiga de Caracas, data del segle xvii. És una bella casa de camp, que avui dia és patrimoni històric de Veneçuela.
- Correu de Carmelites: Palau dels Comtes de Tovar, aquesta bella edificació colonial, va ser modificada posteriorment en estil *neo colonial.
- Casa de l'Obrer: actualment és un complex cultural de la zona de Propatria, on es realitzen diverses activitats recreacionals.
- Hisenda La Trinitat: és una arquitectura colonial, icona representativa del Municipi Baruta.
- Casa de Camp de Guzmán Blanco: erigida a la fi del segle xix, en l'actualitat és un patrimoni cultural totalment recuperat per l'Ajuntament, és avui dia seu de diferents esdeveniments recreacionals de la comunitat d'Antimano.
- Museu La Quadra de Bolívar: Llar d'estil colonial que va pertànyer a la família de Simón Bolívar, s'hi troben pintures i retrats de l'època així com objectes del Libertador. En 1959 va ser declarada Monument Històric Nacional.

### Edificacions religioses

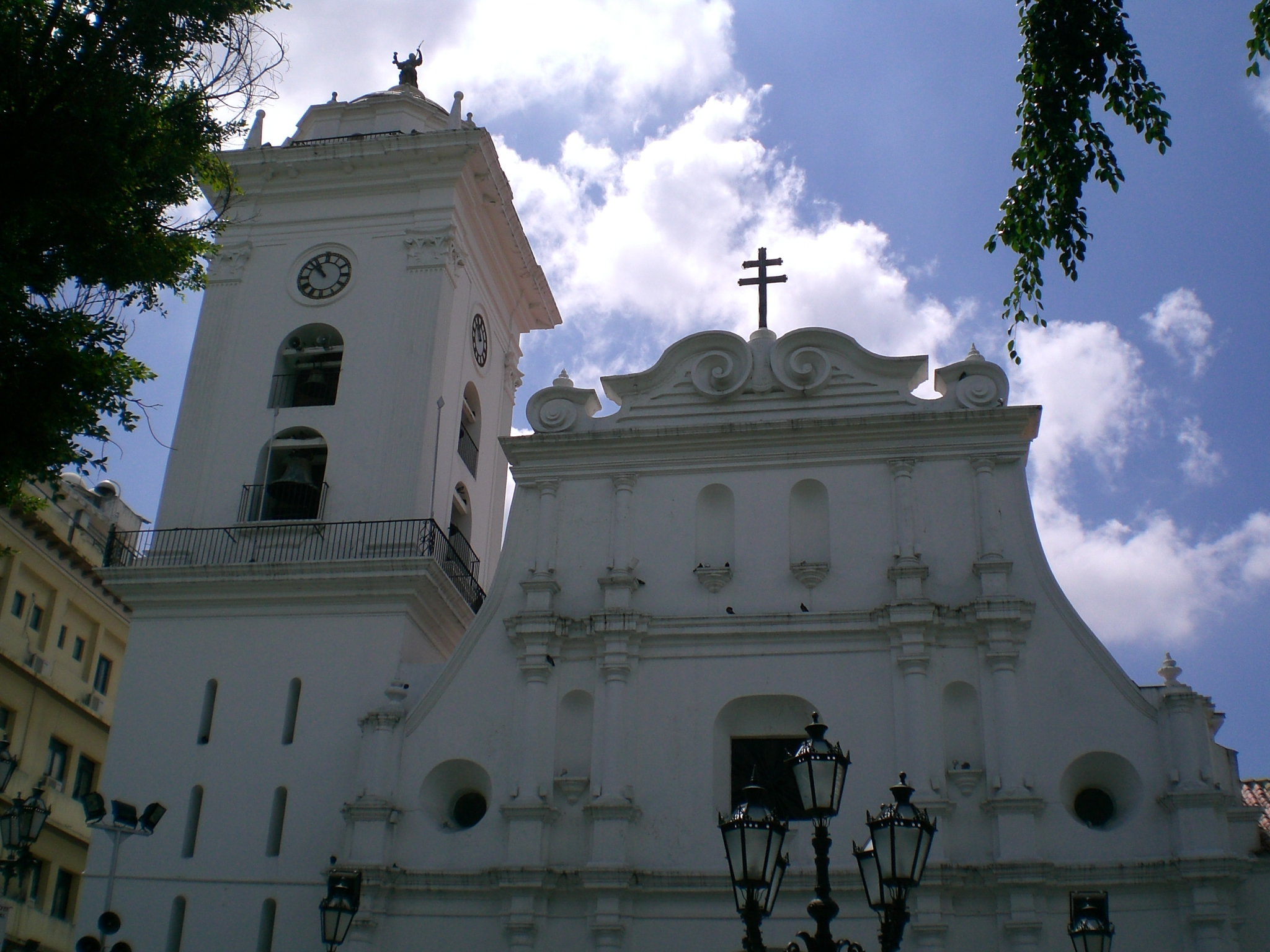
Vista de la Catedral de Caracas

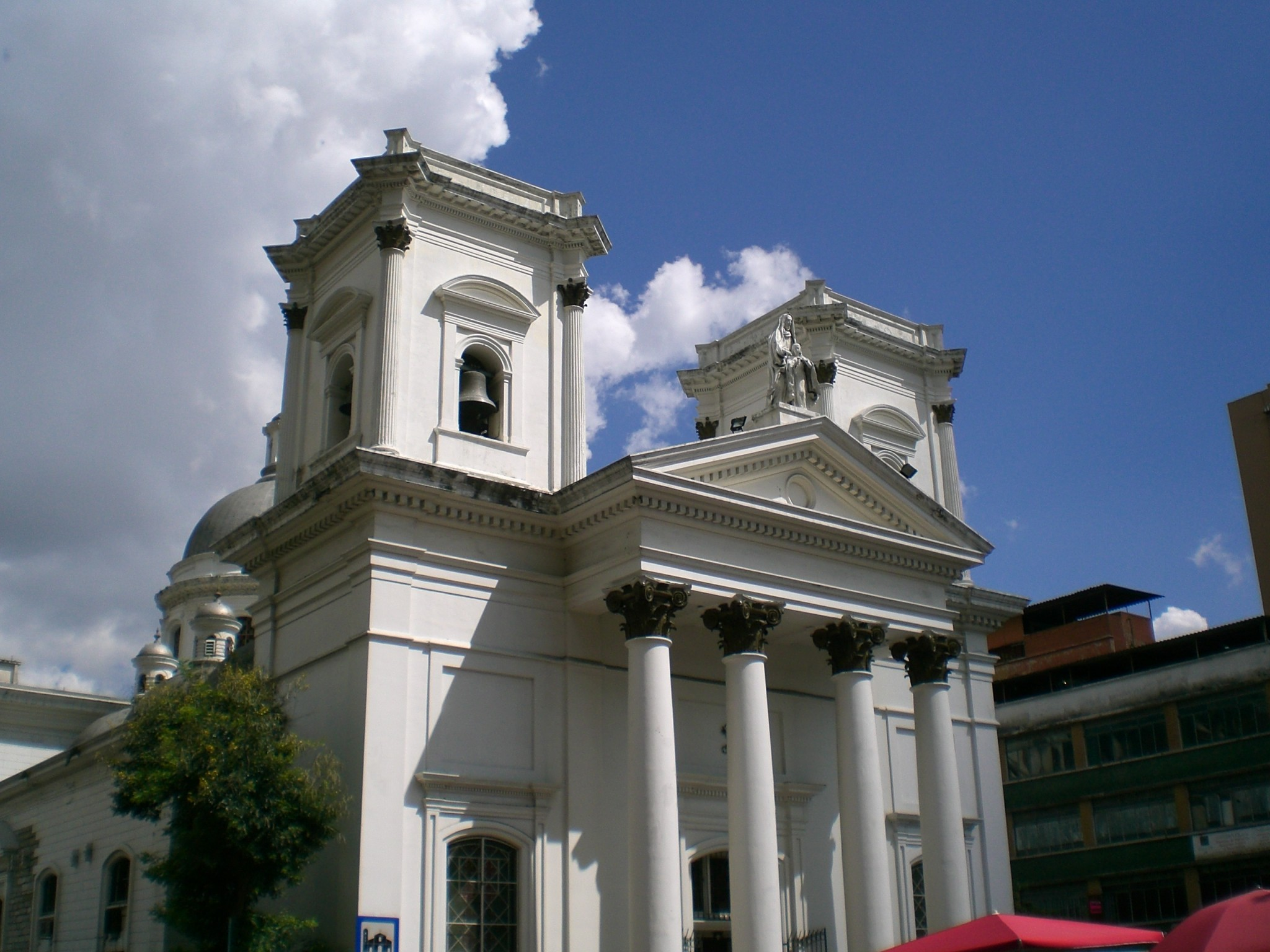
Basílica de Santa Teresa

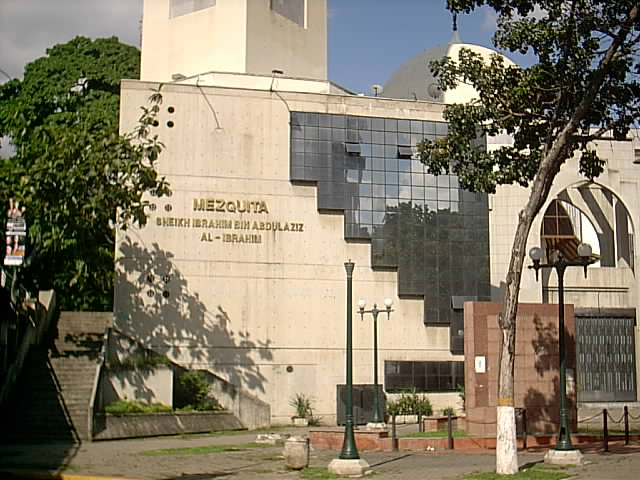
Mesquita Ibrahim Al-lbrahim

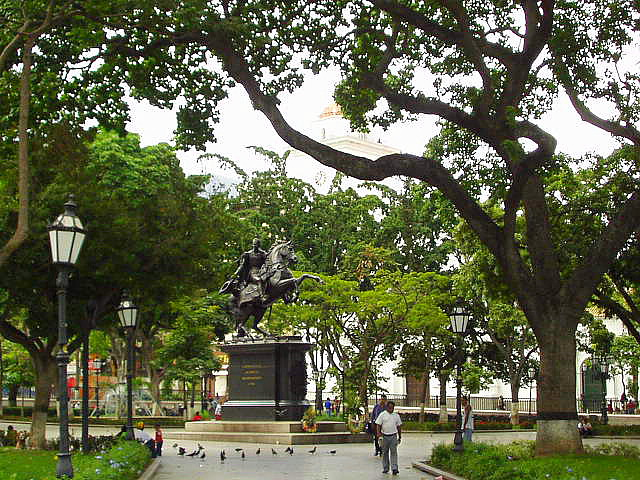
Centre de la Plaza Bolívar de Caracas i l'estàtua del Libertador

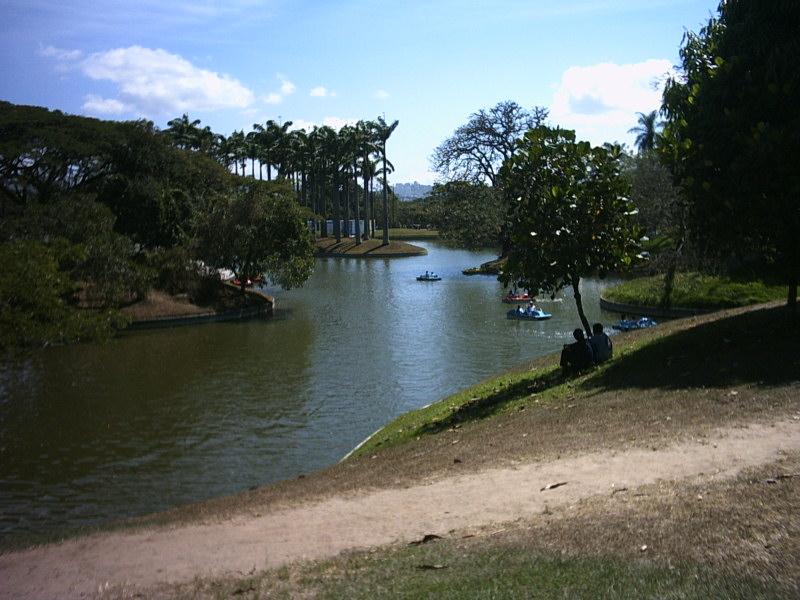
Llac artificial del Parc de l'Est

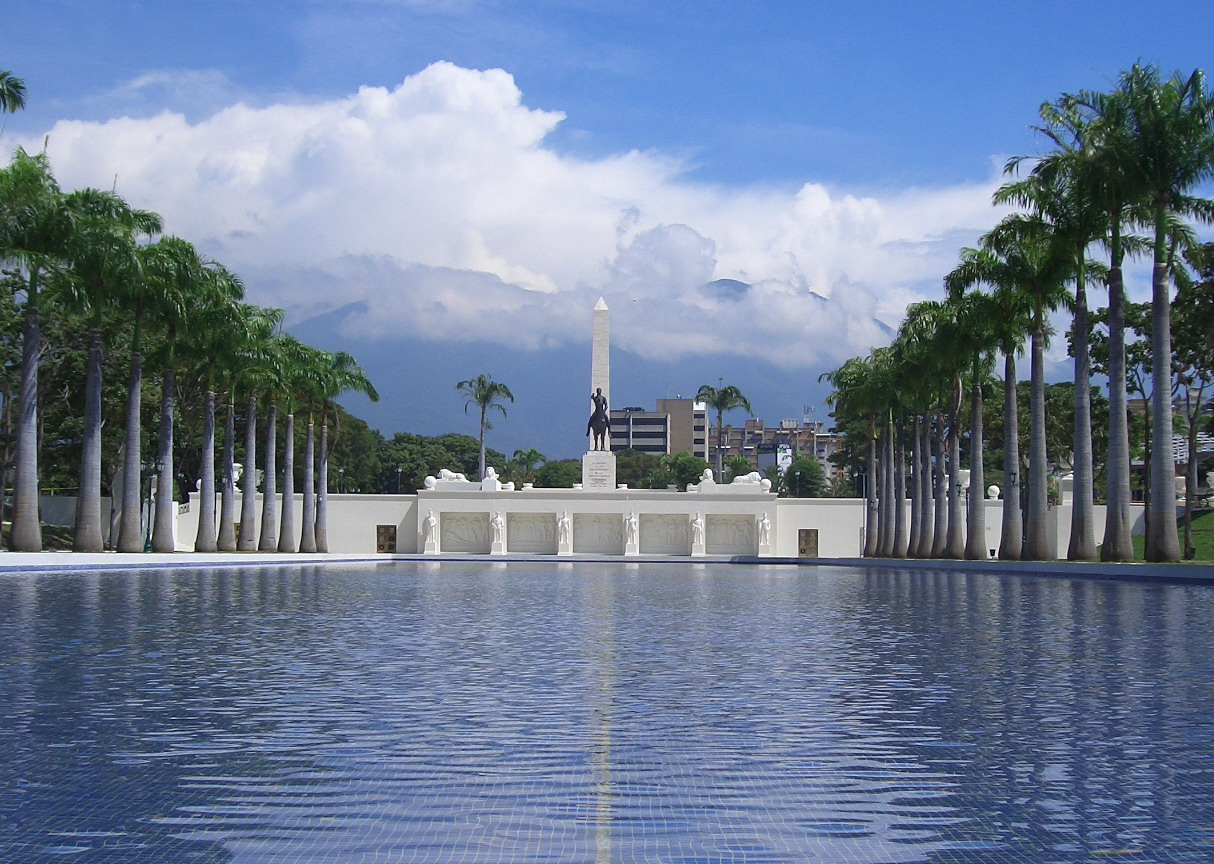
Passeig Los Próceres

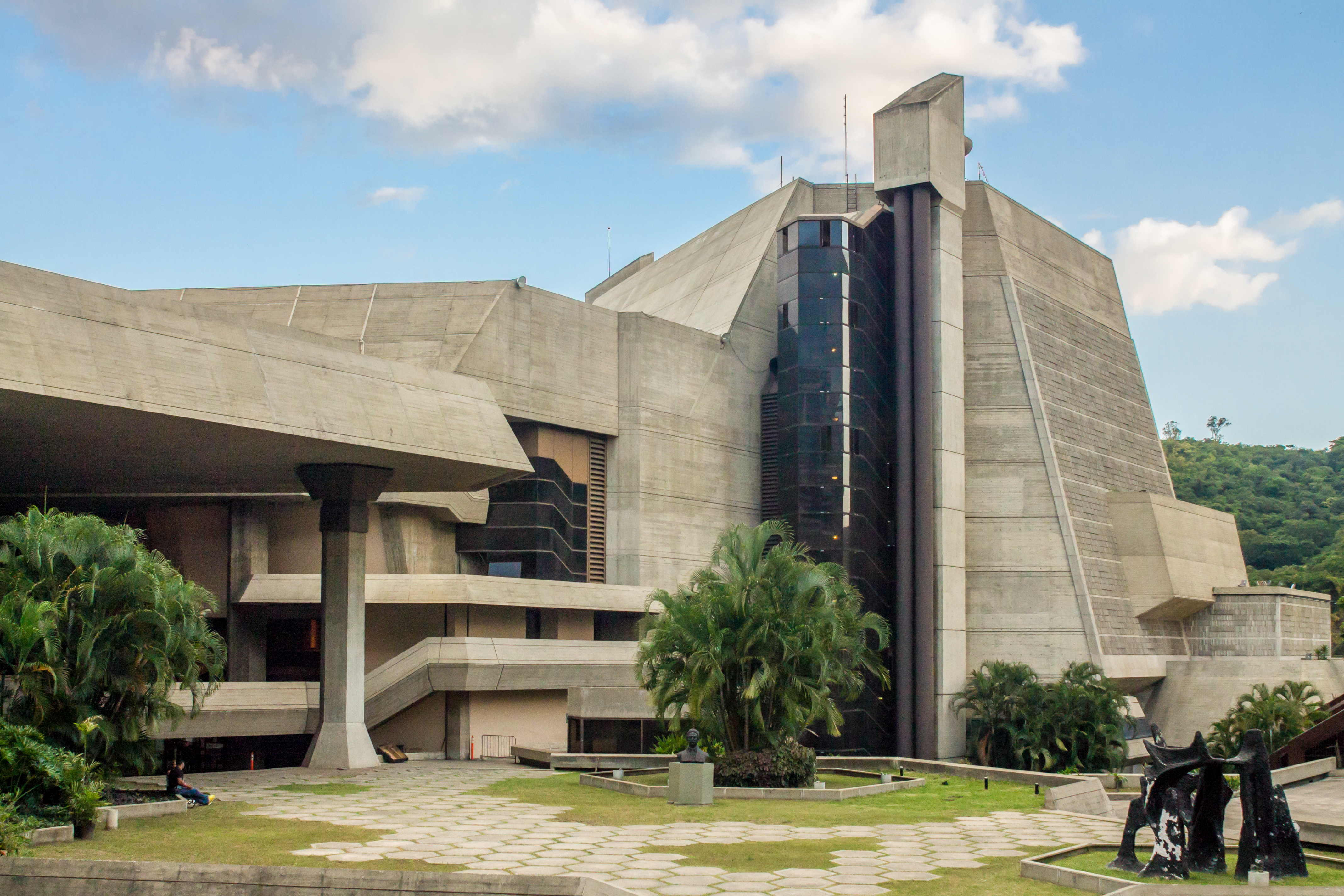
Complex Cultural Teresa Carreño

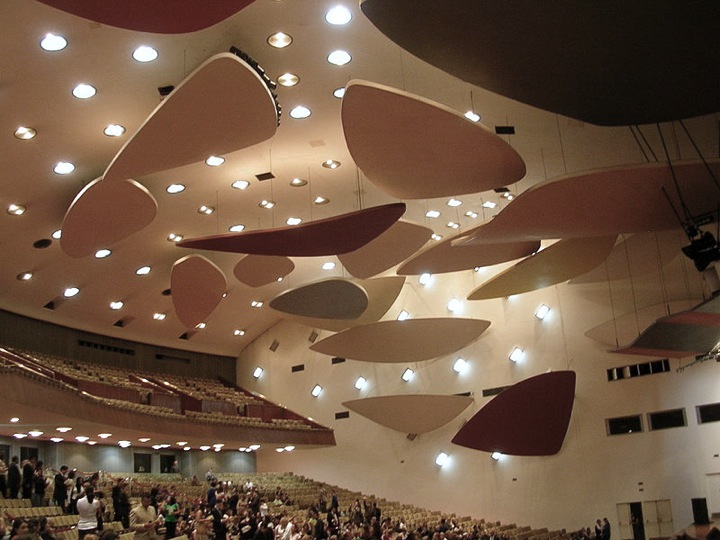
Aula magna de la Universitat Central, al sostre "Núvols acústics" (1953), d'Alexander Calder.

A la ciutat hi ha desenes d'esglésies, només algunes de les més importants arquitectures religioses de la ciutat són:
- Catedral de Caracas: és la primera església construïda a Caracas, erigida en 1641, manté una barreja d'estil colonial i posteriors. Actualment, en la torre existeix un rellotge que a més de campanades, té sons de diverses cançons, entre elles l'Himne Nacional. En la Catedral va ser batejat Simón Bolívar el 30 de juliol del 1783.
- Basílica Santa Teresa: estructura d'estil neoclàssic constituïda per dues esglésies, al costat est Santa Ana i a l'oest Santa Teresa, les quals s'uneixen en l'imponent altar major. Dintre d'aquesta Basílica hi ha la imatge més venerada a Caracas durant la Setmana Santa, "El Nazareno de San Pablo", el qual duu el nom del primer temple on va ser trobada i a qui se li atribuïxen molts miracles.
- Basílica Menor Santa Capella: església d'estil gòtic, feta a la imatge de la "Saint Chapelle" de París.
- Església de San Francisco: en aquesta església, se li va lliurar a Bolívar el títol de Libertador. Aquest temple és una de les màximes representacions de l'art barroc llatinoamericà al nostre país, i allotja al seu interior un retaule que constitueix la peça millor conservada de l'art colonial veneçolà.
- Església de Nostra Senyora de Coromoto: una de les més importants i belles esglésies de la ciutat capitalina, ja que és el temple de la Patrona de Veneçuela. En l'interior el temple té belles escultures i grans obres d'art.
- Mesquita Ibrahim AL-*lbrahim: és una edificació que es va començar a construir en 1989, amb la finalitat de proporcionar-li a la població musulmana de Caracas un lloc on portar a terme els ritus de la seva religió.
- Temple dels Mormones: Existeixen més de 110 temples en funcionament en tot el planeta i Caracas és el lloc d'un d'ells.

### Places
- Plaza Bolívar de Caracas: la plaça major de tota Caracas, al Casc Central de la ciutat, a la mateixa se li fa un homenatge al Libertador; al voltant d'ella es troben la Catedral de Caracas, el Palau Municipal i el Museu Sacre
- Plaza Veneçuela: és un modern passeig per als vianants i distribuïdor viari que alberga diversos monuments, entre ells una bella font i algunes escultures, així com una important zona empresarial per les torres d'oficines que allí es troben.
- Plaza O'Leary: és una plaça a la urbanització El Silencio, en ple centre de la ciutat, que compta amb dues fonts "Les *Toninas" de Francisco Narváez.
- Plaza França: la plaça més turística de la ciutat capitalina, compte amb un imponent obelisc i bells jardins.
- Plaza Alfredo *Sadel: Alfredo Sadel és una de les places més importants de Caracas, nomenada en honor del cantant i líric veneçolà Alfredo Sánchez Lluna, compte amb una infraestructura moderna i imponent.
- Plaza Bolívar de l'Hatillo: és el lloc més concorregut pels turistes en el poble de l'Hatillo, compte amb un ambient molt tranquil i agradable, en el centre de la plaça aquesta una estàtua del *Libertador, en la qual és representat dempeus i mirant cap a l'Església Santa Rosalía de Palerm.
- Plaza Bolívar de Chacao: la plaça major del municipi *Chacao, envoltada per l'ajuntament i la Catedral d'aquesta localitat.
- Plaza La Pastora: representa una referència històrica important, enclavada en el casc central de La Pastora, localitat que té una àmplia tradició dintre de la comunitat *caraqueña.
- Plaza de San Jacinto: més coneguda com a Plaza "El Veneçolà", és una plaça al nucli històric de la ciutat, la plaça té una torreta central, en les proximitats aquesta la Quadra Bolívar, amb voreres empedradas, a l'estil de la colònia.
- Boulevard de Sabana Gran: és un populós passeig caraqueny, en el seu recorregut s'ocupen diferents botigues i comerços a l'arribar al final del boulevard en el sector de Chacaito, hi ha algunes escultures cinètiques.

### Parcs i passejos
- La Candelaria: és una zona de la ciutat, que compta amb trams empedrats i restes dels *rieles del tramvia elèctric que una vegada va creuar l'àrea. Ha guanyat gran fama per la seva diversitat gastronòmica, allí es poden trobar excel·lents restaurants especialitzats a menjar espanyol, canària i italiana.
- Passeig Los Próceres: és una extensa avinguda que consta de monumentals estàtues, calçades, escales, fonts i murs elaborats en marbre, per a rendir-li honor i tribut als veneçolans que van lluitar per la llibertat de la nació durant la Independència.
- Parc Nacional El Ávila: El Àvila és un extraordinari reservori natural, oferix les belleses escèniques naturals de la seva flora i fauna i l'imponencia turística del poble de Galipan.
- Parc Àvila Màgica: un lloc predilecte per a la ciutat, oferix des de passeig en el teleféric fins a una pista de patinatge sobre gel i camins d'estil espanyol, que daten de l'època colonial.
- Parc Francisco de Miranda: conegut popularment com el Parc de l'Est, és un lloc predilecte per als "corredors" de Caracas, amb belles zones verdes, un petit zoològic, una llacuna artificial i les seves diferents atraccions recreacionals com el molt conegut vaixell de Cristóbal Colón, conformen el parc més concorregut els caps de setmana en la capital veneçolana.
- Parc de Recreació Jóvito Villalba: més conegut com el Parc de l'Oest, un espai de gaudi per a tots els caraquenys que viuen en el costat oest de la ciutat, pistes esportives, jocs infantils, una llacuna artificial, l'amfiteatre i conquilla acústica, cafetín i les seves camineríes, tot això dintre de les seves belles àrees verdes.
- Jardí Botànic de Caracas: en els espais de la Ciutat Universitària el jardí botànic constituïx un dels principals reservoris de fauna a Caracas i preserva la qualitat de l'ambient en l'àrea capitalina.
- Parc Zoològic Caricuao: el zoològic de Caricuao mostra una gran varietat d'animals Africans i Americans. El que fa a més molt especial al parc és que alguns animals es poden passejar lliurement entre la gent.
- Parc Zoològic La Pineda: la Pineda és un dels parcs preferits dels nens, per la varietat d'animals i per la seva zona de contacte. És un veritable oasi en plena ciutat. També té una zona especial on es poden admirar diferents espècies de papallones.
- Parc Los Caobos: A prop del Museu de Belles Arts, el Museu de Ciències, de la Galeria Nacional, Ateneu de Caracas i del Teatre Teresa Carreño, és un dels parcs més antics de Caracas. En el, es troba una de les més importants col·leccions d'arbres centenaris de la ciutat, es caracteritza per ser refugi d'esportistes i de tot aquell que desitgi relaxar-se.En l'se solen presentar els caps de setmana obres teatrals infantils.

### Altres llocs d'interès
- Museu de Belles Arts: el museu més antic de Veneçuela, oferix obres d'art mundial entre ells art egipci, ceràmica xinesa, col·lecció de cubisme a més d'exposicions temporals constantment.
- Museu de Ciències: únic en el seu tipus a Caracas, s'exhibeixen prop de 200.000 peces de diverses àrees de les ciències naturals.
- Museu d'Art Contemporani de Caracas: des de 1974 oferix mostres d'obres de *artístas nacionals i internacionals de meitat del segle xx.
- Galeria d'Art Nacional: s'exhibeixen més de 6.000 peces d'art veneçolà des del període prehispánic fins a art modern. Para 2008 es convertirà en el museu més gran de Veneçuela.
- Ateneu de Caracas: complex on es pot veure obres de teatre, cinema, arts plàstiques i assistir a concerts musicals.
- Teatre Teresa Carreño: obert al públic el 1983, des de llavors és un dels escenaris més importants de Caracas.

## Cultura

### Gastronomia

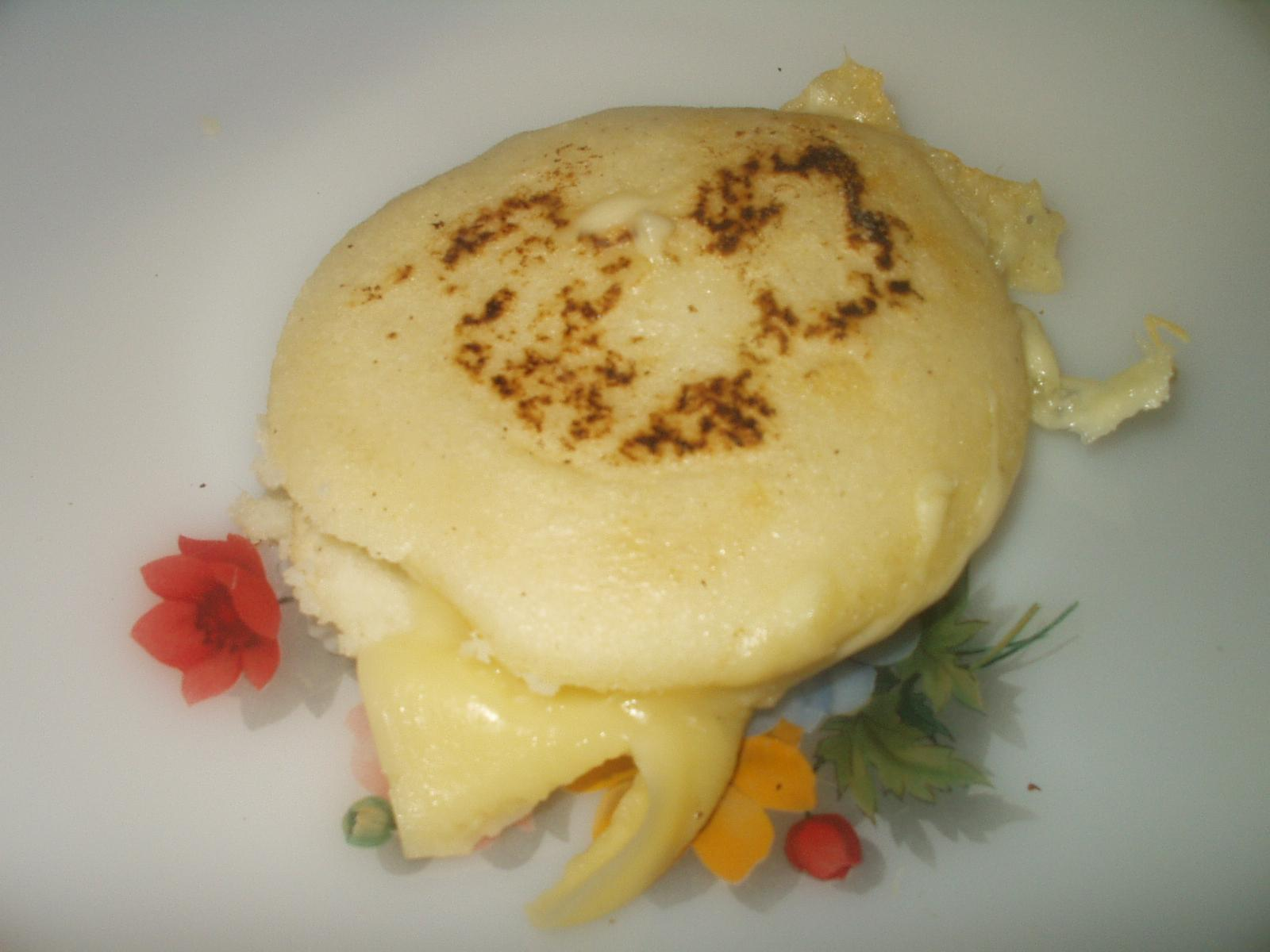
Arepa assada amb formatge

Caracas posseïx una important cultura gastronòmica i culinària, això a causa de la influència dels corrents migratoris; per això és freqüent trobar les especialitats culinàries de les diverses regions veneçolanes, conjuntament amb la de molts països. Existeix una gran varietat de restaurants francesos, italians, espanyols, hindús, xinesos, japonesos, tailandesos, mexicans, entre d'altres. La zona de La Candelaria és molt coneguda pels restaurants espanyols, ja que en aquesta zona es van concentrar gran part dels immigrants gallecs, canaris i els seus descendents arribats a Veneçuela a mitjan segle xx, contribuint així a la riquesa gastronòmica de la ciutat. Entre els principals plats típics es troben: el pavelló crioll (que és el plat nacional a força de mongetes negres, arròs blanc, carn desmechada i plàtan fregit), les empanades, l'arepa, la cachapa amb formatge guayanés, l'hallaca, el rostit negre crioll i l'amanida de gallina. Entre les begudes típiques trobem la chicha (beguda a base d'arròs), guarapo de papelón amb llimona, carato i la tizana (beguda de fruites), també ha de citar-se la famosa "cuina mantuana", que data de temps de la colònia i que va deixar com a llegat alguns plats tipics, com la "coca melosa", la "resbaladera" (beguda feta amb aigua d'arròs i perfumada amb essència de flor del taronger), entre d'altres.

### Música de Caracas
Els inicis de l'explotació petroliera, al començament del segle xx, donen motiu a l'èxode de camperols cap a les ciutats de major importància, d'aquesta manera es converteix Caracas en un centre de confluències de les diferents manifestacions musicals del país. A través de les pianoles i els gramòfons arriben les melodies i ritmes d'altres latituds, sobretot de Colòmbia, Cuba, Espanya, Estats Units i Mèxic. La conjunció d'aquests elements, genera un moviment musical —el primer de caràcter urbà— en el qual es fusionen manifestacions musicals dels plans veneçolans, amb unes altres dels Andes i de la zona costanera. El mateix succeïx amb la instrumentació, en la qual s'utilitzen el quatre, la mandolina, la guitarra, el violí i instruments trets de les bandes militars, com el tambor redoblant, el saxòfon, la trompeta i el trombó.
A la música realitzada amb el quatre i els últims instruments esmentats se li denomina "canyonera", car els músics que interpretaven aquest estil, anunciaven la seva arribada a les festes amb un canó de bambú. Aquesta manifestació musical la mantenen viva grups com "Los Antaños del Estadium" i "Los Cañoneros". Aquestes agrupacions, en l'actualitat es mantenen més de les seves freqüents presentacions en festes i diversos esdeveniments socials que de la venda dels seus discos, els quals no són fàcils de trobar en el mercat discogràfic veneçolà. Fins i tot, paral·lelament a aquests grups, han nascut altres que conreen gèneres musicals semblants, fusionats amb ritmes ballables caribenys (bolero, merenga dominicana, salsa, entre altres) i moderns.
Altres manifestacions assentades ja per a aquella època a Caracas, eren les estrenes i les nadales, per a la temporada de nadal, així com les cançons de serenata, de les quals el seu màxim exponent va ser el cantant, músic i compositor Andrés Cisneros.
Les agrupacions caraquenyes de major transcendència són les Orquestres Billo's Caracas Boys i Els Melòdics, entre d'altres.

## Universitats
- Universitat Central de Veneçuela
- Universitat Catòlica Andrés Bell
- Universitat Metropolitana

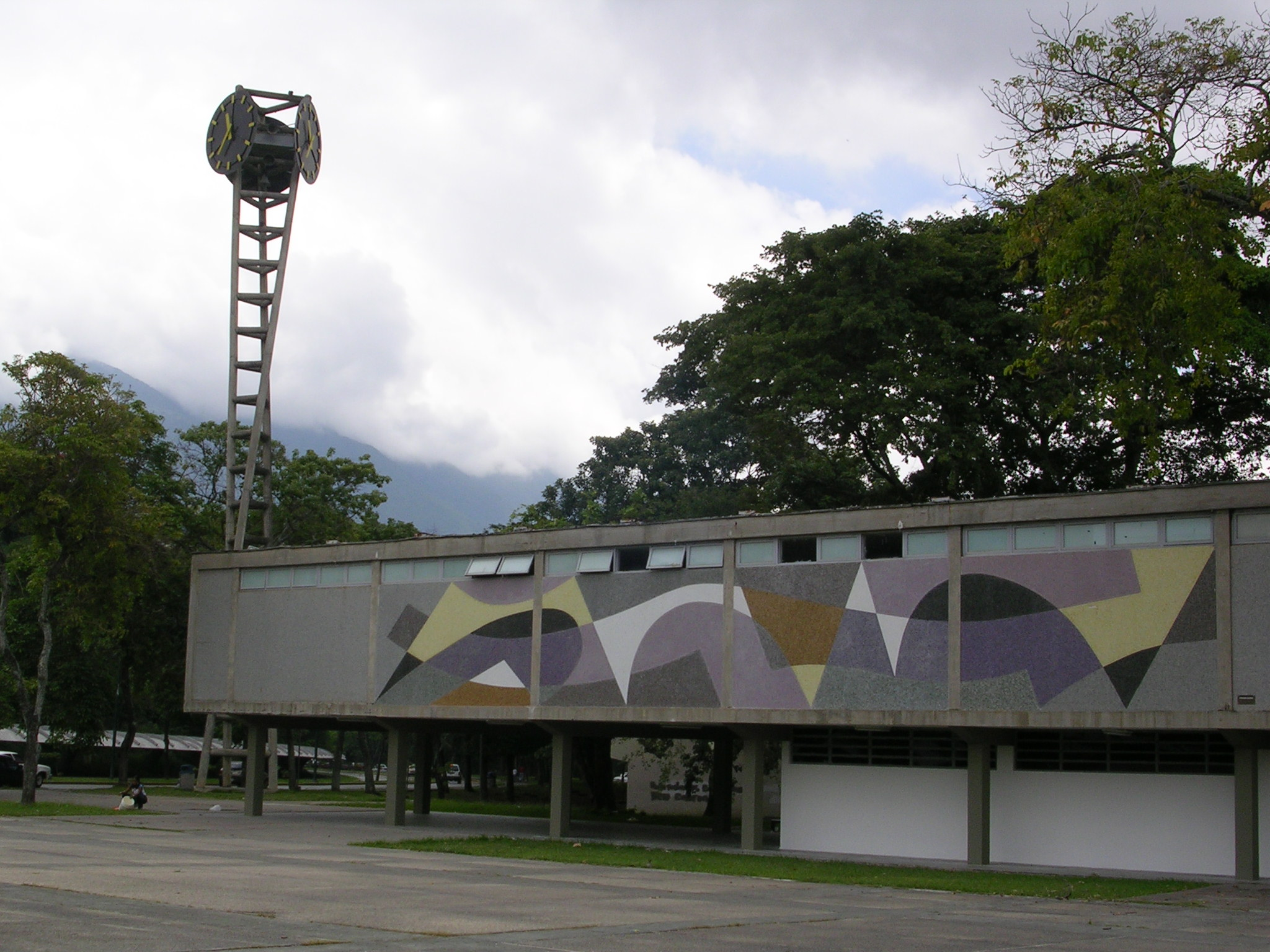
Universitat Central de Veneçuela, rellotge i mural d'Armando Barrios.

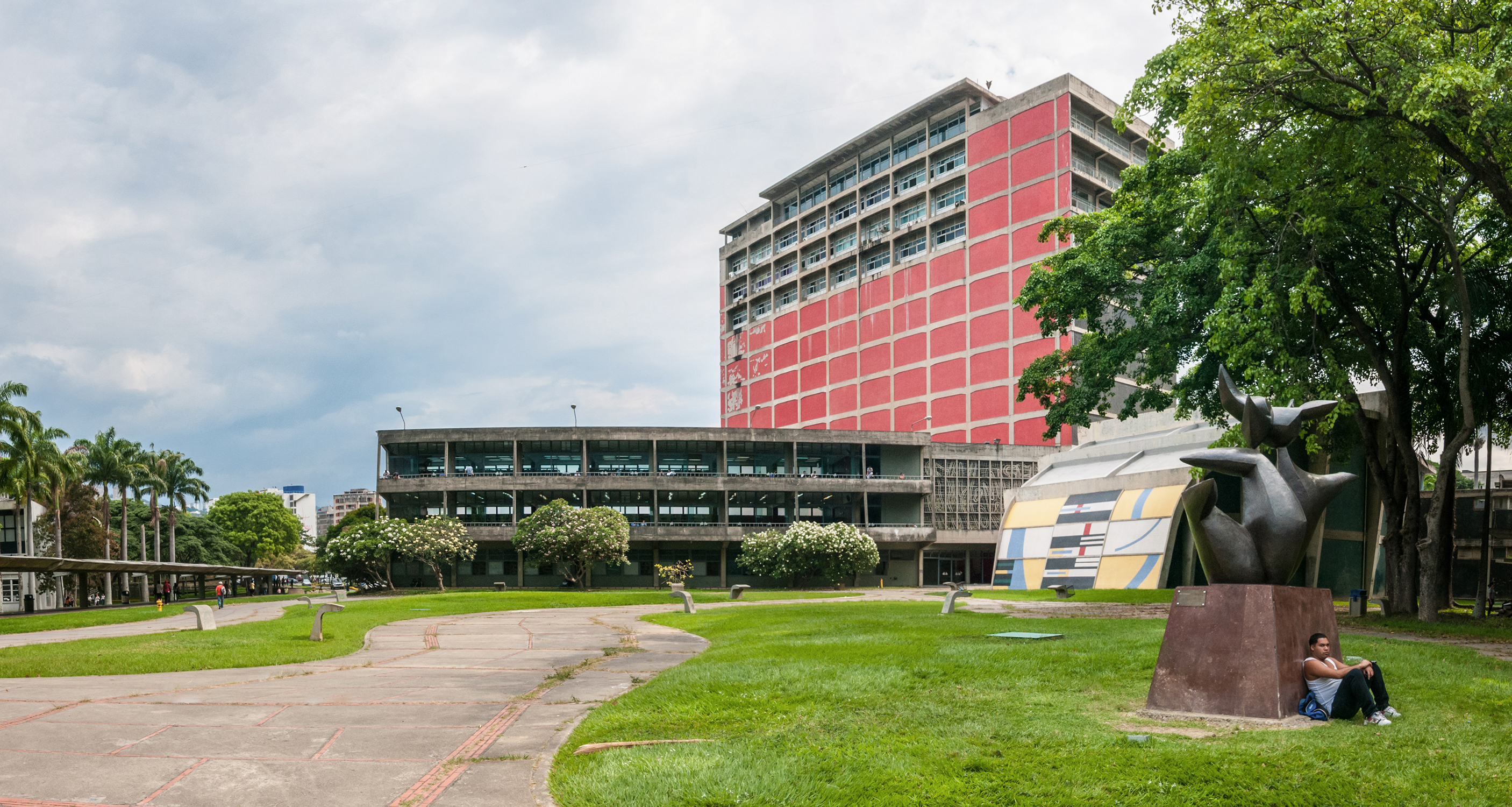
Vista de la biblioteca principal de la Universitat Central, amb l'escultura "Maternitat", de Baltasar Lobo a primer pla.

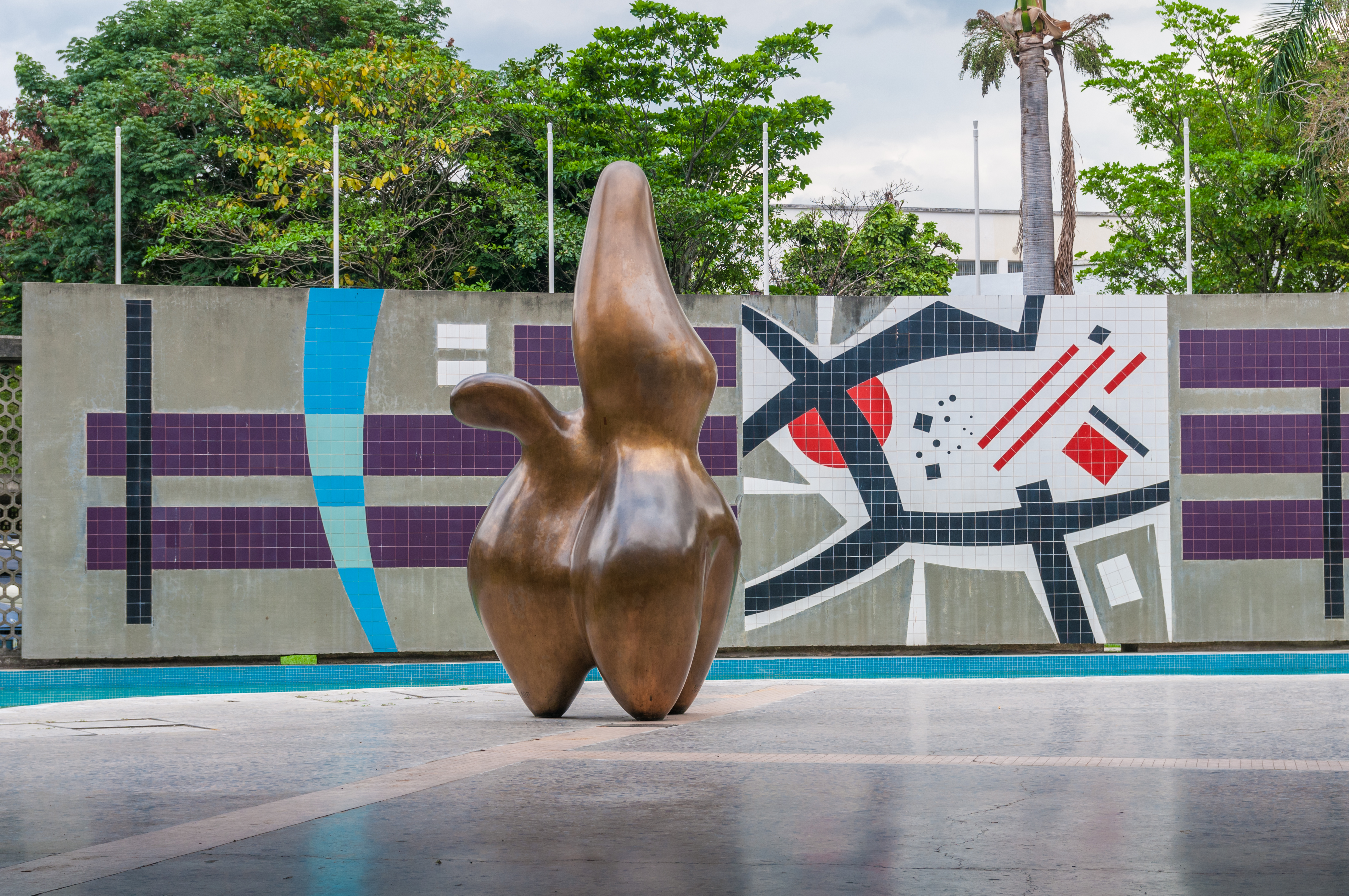
L'escultura (i mural?), "El pastor del núvols" (1953) de Hans Arp a la Universitat Central.

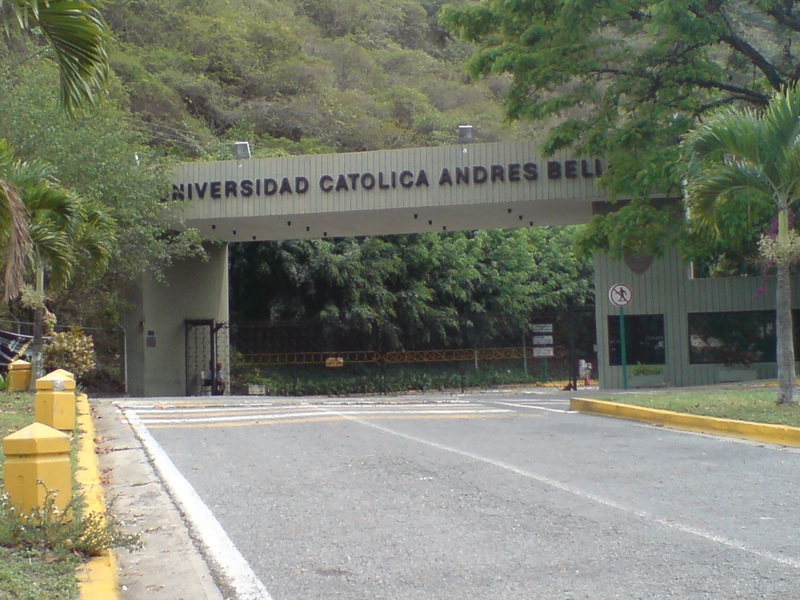
Universitat Catòlica Andrés Bello

- Universitat Nacional Experimental Simón Rodríguez
- Universitat Simón Bolívar
- Universitat Santa Maria
- Universitat José María Vargas
- Universitat Monteavila
- Universitat Nova Esparta
- Universitat Experimental Politècnica Antonio José de Sucre (Vicerectorat Luis Caballero Mejías)
- Universitat Pedagògica Experimental Libertador (IPC)
- Universitat Alejandro de Humboldt
- Universitat Bolivariana de Veneçuela
- Universitat Nacional Experimental Politècnica de la Força Armada Nacional
- Universitat Nacional Experimental dels Plans Centrals Ròmul Gallecs
- Universitat Catòlica Santa Rosa

### Mitjans de comunicació audiovisual
Alguns dels mitjans de comunicació d'aquest tipus de Caracas són els de major cobertura de Veneçuela. Algunes de les estacions televisives i radials de Caracas són les següents:

### Ràdio
Des de la capital emeten més de 40 emissores d'AM i FM amb abast local, nacional i internacional, les principals cadenes de ràdio es troben a Caracas com el Circuit Unió Ràdio, Ràdio Nacional de Veneçuela, AM i FM *Center, Circuit Rumbera Network i Circuit Nacional Belfort entre d'altres.
En la banda FM operen algunes emissores comunitàries, les quals són de curt abast, cobrixen només sectors específics de la ciutat i són operades per organitzacions comunitàries.
Cap destacar que algunes emissores de les Valls del Tuy, Alts Mirandinos i Guarenas-Guatire poden ser sintonitzades a Caracas.

### Televisió
Caracas és seu de la majoria dels canals nacionals més importants de Veneçuela, tant en televisió oberta com de pagament o subscripció, alguns altres que tenen la seva seu en la capital solament tenen abast regional o local:
Televisora Veneçolana Social, Venevisión, Val TV, VTV, *Televen, La Tele, Viu, Globovisión, Meridià Televisió, Àvila TV, TeleSUR, Canal i, TV Família.
Per Televisió de pagament (Cable - Satelital):
RCTV Internacional, Venevisión Continental, Venevisión *Plus, Canal de Notícies, Sport Plus i Sun Channel.

## Esports
Els equips de beisbol Lleons del Caracas i Taurons de La Guaira juguen en l'Estadi Universitari de Beisbol (pertanyent a la Universitat Central de Veneçuela) amb plaça per a 25.000 espectadors.
Els Navegantes del Magallanes, altre equip de beisbol fundat a Caracas —però tenen com seu a València, Estat Carabobo—, posseïxen una forta afició en la cabdal veneçolana, especialment per la seva històrica rivalitat amb l'equip local.
La ciutat té tres estadis de futbol: L'Estadi Olímpic de la UCV amb capacitat de 24.000 espectadors (que va ser reduïda fins a la capacitat actual per la col·locació de cadires amb motiu de la Copa Amèrica 2007), l'Estadi Nacional Brígido Iriarte amb una capacitat de 12.500 persones (antiga llar del Deportivo Italia Fútbol Club i el Caracas Fútbol Club) i a partir del 2005 El Caracas F.C. va obrir el seu propi estadi anomenat Cocodrilos Sports Park.
Caracas per ser la capital de la República és la seu de l'Institut Nacional d'Esports i del Comitè Olímpic Veneçolà així com de molts clubs i federacions nacionals d'una gran diversitat de disciplines.

### Clubs esportius
- Beisbol: Tiburones de La Guaira i Leones del Caracas
- Futbol: Deportivo Italia Fútbol Club; Caracas Fútbol Club i Estrella Roja Fútbol Club
- Bàsquet: Cocodrilos de Caracas

### Seguretat i defensa
El Resguard i Protecció de la ciutat capital està a càrrec del Ministeri del Poder Popular per a Relacions Interiors i Justícia, per mitjà de la Policia Metropolitana (Caracas) i el Cos dels Bombers Metropolitans, els diferents municipis compten amb els seus propis organismes de policia, encara que a Caracas hi han els diferents ens de l'Estat Veneçolà com el Palau de Miraflores (Govern), Ministeris entre d'altres, calen el personal militar de les Forces Armades Nacionals com els seus components de la Guàrdia Nacional per a operatius de seguretat com l'Exèrcit i les Reserva Nacional i la Mobilització Nacional acantonats a les diferents Casernes i *Destacamentos Militars.

## Zones de la ciutat
| Zones de Caracas | Zones de Caracas |
| ---------------- | --- |
| Nord-oest        | Catia • 23 de Enero • Propatria • Lomas de Urdaneta • Casalta El Atlántico • Caño Amarillo • Los Magallanes de Catia • Alta Vista • Ruperto Lugo • Lídice • Gramoven • Manicomio |
| Casco Históric   | El Silencio • Capitolio • La Hoyada • Altagracia • La Pastora • San José; Cotiza • Quinta Crespo • Guaicaipuro • La Candelaria • San Juan • Santa Teresa • Santa Rosalía |
| Sud-oest         | San Martín • Artigas • Vista Alegre • Bella Vista • Colinas de Vista Alegre • La Yaguara • Zona Industrial de la Yaguara • El Algodonal • Carapa • Antímano • Washington • Las Fuentes • El Paraíso • El Pinar • Loira • La Paz • Montalbán • Juan Pablo II • La Vega • Las Adjuntas • Caricuao • Mamera                                                        |
| Centre           | El Conde • Parque Central • San Agustín del Sur • San Agustín del Norte • Simón Rodríguez • Maripérez • La Colina • Las Palmas • Las Lomas • San Rafael • Los Caobos • Quebrada Honda • San Bernardino • La Campiña • La Florida • Alta Florida • Chapellín • Los Cedros • El Bosque • Chacaíto • Sabana Grande • Bello Monte                                   |
| Sud              | Cementerio • Los Carmenes • Los Castaños • Prado de María • La Bandera • Las Acacias • Colinas de las Acacias • Los Rosales • Valle Abajo • Los Chaguaramos • Ciudad Universitaria • Santa Mónica • Colinas de Santa Mónica • Colinas de Bello Monte • Cumbres de Curumo • El Valle • Los Jardines de El Valle • Coche • Delgado Chalbaud • La Rinconada        |
| Centre-Est       | Country Club • El Pedregal • San Marino • Campo Alegre • Chacao • Bello Campo • El Rosal • El Retiro • Las Mercedes • Tamanaco • Chuao • Altamira • Los Palos Grandes • La Castellana • La Floresta • Santa Eduvigis • Sebucán • La Carlota • Santa Cecilia • Campo Claro • Los Ruices • Montecristio • Los Chorros • Los Dos Caminos                           |
| Extremo Est      | Boleíta • Los Cortijos • La California • Horizonte • Terrazas del Avila • El Marques • La Urbina • Petare • El Llanito • Macaracuay • La Guairita • Caurimare • El Cafetal • San Román • Santa Rosa • San Luis • Santa Sofía • Santa Paula • Santa Inés • Los Pomelos • Palo Verde • Petare                                                                     |
| Sud-est          | Valle Arriba • Santa Fe • Los Campitos • Prados del Este • Alto Prado • El Peñón • Baruta • Piedra Azul • La Trinidad • La Tahona • Monterrey • Las Minas • Cerro Verde • Los Naranjos • El Cigarral • La Boyera • Los Pinos • La Cabaña • Alto Hatillo • El Hatillo • Los Geranios • La Lagunita • El Placer • El Guayabao • El Volcán • La Unión • Sartanejas |

## Persones il·lustres
- Categoria:Persones de Caracas